# Maomé Almadi
Maomé ibne Haçane Almadi (em árabe:  محمد بن الحسن المهدي , translit. Muhammad ibn al-Ḥasan al-Mahdī) é considerado pelo xiismo duodecimano para ser o último dos doze imames e o escatológica Mádi, que surgirá no fim dos tempos para estabelecer a paz e a justiça e redimir o Islã. O prometido Mádi, que geralmente é mencionado por seu título de imami Asre (o imame do "Período") e Saíbe Azamane (o Senhor da Era), é filho do décimo primeiro imame Xiita. é identificado como o décimo segundo imã após a morte de seu pai, Hasan al-'Askari. Ele recebeu o mesmo nome do Profeta, Abu Alcácime Maomé. Nasceu em Samarra em 256/868 e até 260/872, data da morte do pai, viveu sob os cuidados e tutela do pai. Almadi (o guiado), Almontazar (o esperado), Alhuja (a prova), Alcaim (aquele que surgirá), Baquiatulá (o remanescente de Deus) são seus famosos apelidos. Ele estava escondido da vista do público e apenas alguns membros da elite xiita conseguiram conhecê-lo. Após a morte de Hasan al-'Askari, houve muita confusão entre os xiitas, com alguns dizendo que al-'Askari não teve filho e outros afirmando que sim. Aqueles que se tornariam o corpo principal dos Twelver Shi'a acreditavam que o filho de Hasan, Muhammad, tornou-se imame e, por Comando Divino, entrou em ocultação (ḡaybat). Isto foi em 260/874, quando o Décimo Primeiro Imame morreu. Depois disso, ele compareceu apenas aos seus representantes (na’ib) e, mesmo assim, apenas em circunstâncias excepcionais.
O imame escolheu como deputado especial por um tempo Uthman ibn Sa'id 'Umari, um dos companheiros de seu pai e avô, que era seu confidente e amigo de confiança. Através do seu substituto, o imame responderia às exigências e perguntas dos xiitas. Depois de Uthman ibn Sa'id, seu filho Muhammad ibn Uthman Umari foi nomeado deputado do imame. Após a morte de Muhammad ibn Uthman, Abu'l Qasim Husayn ibn Ruh Nawbakhti foi o deputado especial, e após sua morte Ali ibne Maomé Simari foi escolhido para esta tarefa. Poucos dias antes da morte de Ali ibne Maomé Simari em 329/939, uma ordem foi emitida pelo imame declarando que em seis dias Ali ibne Maomé Simari morreria. Doravante, a delegação especial do imame chegaria ao fim e a ocultação principal (gaibat-i kubra) começaria e continuaria até o dia em que Deus concedesse permissão ao imame para se manifestar.
A ocultação do décimo segundo imame é, portanto, dividida em duas partes: a primeira, a ocultação menor (gaibat-i sughra) que começou em 260/872 e terminou em 329/939, durando cerca de setenta anos; a segunda, a ocultação principal que começou em 329/939 e continuará enquanto Deus quiser.
Considera-se que a ocorrência da Ocultação se deveu à hostilidade dos inimigos do imame e ao perigo para a sua vida. Ele permanece em ocultação por causa da continuação desta ameaça. A interrupção da comunicação com o Imame Oculto não é considerada uma contradição ao ditado de que “a terra não fica sem um Imame”, pois, dizem os escritores xiitas, o sol ainda dá luz e calor à terra, mesmo quando escondido atrás de uma nuvem.
O imame Oculto, o imame Almadi, está em ocultação aguardando o tempo que Deus decretou para o seu retorno. Este retorno está previsto para ocorrer pouco antes do Dia do Juízo final. O imame Oculto retornará então como o Mádi com o acompanhamento de seus escolhidos e também retornará seus inimigos liderados pelo Dajjal caolho e pelo Sufyani. O imame Almadi liderará as forças da justiça contra as forças do mal em uma batalha apocalíptica final na qual os inimigos do imame serão derrotados. Mádi encherá de justiça o mundo que foi corrompido pela injustiça e pela iniqüidade.

## O uso inicial do termo Almadi
O termo Mádi como tal não ocorre no Alcorão; mas o nome é claramente derivado da raiz árabe h-d-y comumente usada nele no significado de orientação divina.  Um termo que ocorre duas vezes no Alcorão é o particípio ativo do mesmo radical, alHada, o Guia. O primeiro versículo afirma,
“Allah é certamente o Guia daqueles que acreditam” (al-Hajj, 22:53)
enquanto o segundo afirma,
“Mas o Senhor é um Guia e Ajudador suficiente” (al-Furqan, 25:33)
Como epíteto honorífico sem significado messiânico, o termo foi empregado desde o início do Islã. No entanto, foi aplicado a certos indivíduos no início do período islâmico como um título honorífico, ao mesmo tempo que foi aplicado a al-Qa’im. Os sunitas frequentemente o aplicavam aos quatro califas depois do Profeta, que eram chamados de al-Khulafa' al Rashidun Almadiyyun, os califas divinamente guiados. Suleiman b. Surd chamou al-Husayn, após seu martírio, Mádi b. Almadi. Quanto ao uso teológico deste termo, de acordo com Rajkowski, al-Himyari (falecido em 34/654) foi o primeiro indivíduo a falar de Almadi como o Salvador. Mas vale a pena mencionar que o segundo califa, ‘Umar b. al-Khattab, havia falado de ocultação antes de Ka'b. Quando o Profeta morreu em 11/632, ‘Umar afirmou que Muhammad não havia morrido, mas havia se escondido como Moisés fez e retornaria de sua ocultação.  Durante a Segunda Guerra Civil, após a morte de Muawiya, o termo passou a ser usado pela primeira vez para designar um governante esperado que restauraria o Islã à sua perfeição original. Abdallah ibn al-Zubayr reivindicou o califado como tal restaurador. Embora não pareça ter recebido o epíteto de Almadi, sua carreira moldou substancialmente a imagem posterior do esperado Mádi. 
Em Cufa, o seguidor de Ibn al-Hanafiyya (falecido em 81-4/700-3), al-Mukhtar, que estava em revolta em Cufa em 66/685, nomeou-o como pretendente ao Imamato e chamou-o de Almadi no contexto messiânico.  Mais tarde, o nome de Ibn al-Hanafiyya tornou-se associado à seita Kaysaniyya, que negou sua morte e considerou que ele era o Mádi prometido, que se escondeu no monte Radwa e que se levantaria em armas para eliminar a injustiça.  Pode muito bem haver uma conexão entre as noções de ocultação e o Qa’im entre os Kaysaniyya, cujo núcleo original consistia em milhares de clientes persas recém-convertidos (mawālī) sob a liderança de Kaysān Abū ʿAmra. Os mawālī persas estavam sem dúvida familiarizados com as crenças apocalípticas zoroastrianas que incluíam a ideia do despertar dos heróis matadores de demônios, como Garšāsp, de um longo sono. Um valioso texto siríaco anterior ao Islã prediz que o Anticristo (dajjāl) enganará os Magos, dizendo-lhes que Pašūtan, um dos imortais zoroastristas, despertou de seu sono e que ele é “aquele que está (Qa'im) diante do Ohrmazd, seu Deus, que apareceu na terra”. 
Os zaiditas também aplicaram o termo Almadi em seu sentido escatológico aos seus líderes que se levantaram em armas contra os 'Abássidas, como Muhammad al-Nafs al-Zakiyya (falecido em 145/762), Muhammad ibn Ja'far al-Sadiq (falecido em 203/818), e Muhammad ibn al-Qasim al-Talqan, que desapareceu no ano 219/834.  Quanto aos Imamitas, um grupo considerável entre eles aplicou o título de Almadi em seu sentido messiânico a cada Imame após sua morte. Isto pode ser visto na afirmação de al-Nawusiyya, al-Waqifa e dos seguidores de al-Askari, o décimo primeiro imame. Após a morte de al-Sadiq no ano 148/765, o grupo Nawusiyya considerou que ele era al-Qa’im Almadi e que não morreu, mas foi para a ocultação. 
O grupo Waqifa aplicou este título ao sétimo imã Musa Alkazim (m. foi cheio de tirania.  Outros imamitas sustentaram que o décimo primeiro imã al-askari foi al-qa'im Almadi, enquanto o último uso importante desse termo foi dado ao décimo segundo imã, que se tornou o magnata da esperança dos imamitas em sua luta pela justiça e equidade. 
Vale ressaltar que todas essas reivindicações relacionadas ao uso escatológico do termo "Almadi" foram baseadas principalmente em tradições proféticas relativas a um futuro restaurador do Islã. Portanto, é essencial discutir as tradições do Profeta e dos imãs, especialmente essas tradições que dizem respeito ao décimo segundo imã, de modo a ver seu papel na questão de sua ocultação. 
Segundo Madelung, a doutrina do Gaiba (ocultação) foi assim bem documentada pelas tradições dos imãs antes da ocultação do décimo segundo imã, a quem a maioria dos imamitas passou a considerar como o mádi após a morte do décimo primeiro Haçane ibne Ali Alascari, em 260/874. Tais tradições anteriores agora podiam ser usadas e adaptadas para apoiar a doutrina do governo do Mádi do décimo segundo imã.  Em um hadith sobre cuja autenticidade todos concordam, o Santo Profeta disse: "Se houvesse para permanecer na vida do mundo, mas um dia, Deus prolongaria naquele dia até que Ele enviasse um homem do meu Comunidade e minha casa. O nome dele será o mesmo que meu nome. Ele encherá a Terra com equidade e justiça, pois estava cheio de opressão e tirania ". 

## Condições políticas e religiosas dos séculos III e IV
No início do século IX o xiismo conseguiu respirar novamente. Esta condição mais favorável deveu-se, em primeiro lugar, ao facto de muitos livros científicos e filosóficos terem sido traduzidos do grego, do siríaco e de outras línguas para o árabe, e de as pessoas estudarem avidamente as ciências intelectuais e racionais. Além disso, Almamune, o califa abássida de 813 a 833, tinha tendências mutazilitas e, como nas suas opiniões religiosas favorecia a demonstração intelectual, estava mais inclinado a dar total liberdade à discussão e propagação de diferentes religiões. Visualizações. Teólogos e estudiosos xiitas aproveitaram ao máximo esta liberdade e fizeram o máximo para promover atividades acadêmicas e propagar os ensinamentos xiitas. Além disso, Almamune, seguindo as exigências das forças políticas da época, fez dos oito imãs xiitas o seu sucessor, como é relatado na maioria das histórias convencionais. Como resultado, os descendentes do Sagrado Profeta e os seus amigos estavam, até certo ponto, livres de pressões do governo e gozavam de alguns graus de liberdade. 
No entanto, em pouco tempo, o fio da espada voltou-se mais uma vez para os xiitas e os costumes esquecidos do passado voltaram a sobressair sobre eles. Isto foi particularmente verdade no caso de Mutauaquil (233/847-247/861), que tinha uma inimizade especial para com Ali e os xiitas.  Durante este reinado, tanto os xiitas quanto os mutazilitas sofreram intensa perseguição.  Sob Mutauaquil, a política de reconciliação com os alidas foi imediatamente abandonada.  Mutauaquil conquistou o ódio duradouro de todos os xiitas ao ordenar que o Santuário de Huceine fosse destruído inundando o local com água. Posteriormente o local foi arado e semeado, sendo a peregrinação proibida sob pesadas penas. (Don-91) A demolição do mausoléu de Huceine em Carbala em 236/851 pretendia transmitir tanto aos Imames como aos seus adeptos, que consideraram a visita a este mausoléu um acto altamente meritório. 
Os maus-tratos dispensados por Mutauaquil aos Alids não se limitaram ao Iraque. Até os 'Alids no Hijaz viviam numa condição lamentável, conforme descrito por Abu al-Faraj al-Isfahani no seu livro intitulado Maqatil al-Talibiyyin (As Circunstâncias dos Assassinatos dos Descendentes de 'Ali b. Abi Talib). Este último trabalho é uma fonte extremamente importante e indispensável para o estudo das várias revoltas xiitas sob o califado. No seu relato sobre os 'Alids que foram mortos sob Mutauaquil, ele prefacia a sua lista com comentários sobre a inimizade deste último para com a família do Profeta e afirma que as suas mulheres no Hijaz não tinham véus para se cobrirem. Muitas delas tinham apenas um véu, que partilhavam entre si na hora das orações diárias. 
Em 233/848, Mutauaquil convocou al-Hadi para Samarra, a nova capital abássida ao norte de Baguedade. Embora recebido com hospitalidade e tendo recebido uma casa para morar, al-Hadi era na realidade um prisioneiro do califa. O bairro da cidade onde al-Hadi vivia era conhecido como al-Askar, uma vez que era ocupado principalmente pelo exército (askar) e, portanto, al-Hadi e seu filho Hasan são ambos chamados de 'Askari ou juntos como 'Askariyayn (os dois Askaris). Al-Hadi viveu em Samarra durante vinte anos, sempre sob a observação dos espiões do califa. É relatado que pelo menos uma vez Mutauaquil tentou matar al-Hadi, mas foi frustrado por um milagre. 
O assassinato de Mutauaquil em 247/86162 foi seguido pelo curto reinado de al-Muntasir, que revogou as medidas antiálida de seu pai. Seu sucessor, al-Musta'in (862-66), também seguiu seus passos, e o imame al-Hadi continuou a viver com mais liberdade durante esses anos. Deve ter sido durante esses anos que ele nomeou 'Uthman al-'Amri (falecido em 260 ou 261) como seu representante pessoal e agente em Baguedade. 'Uthman também foi posteriormente confirmado neste cargo por al-'Askari e o último imame. A função de orientar e organizar a estrutura central dos xiitas moderados foi gradualmente sendo entregue aos agentes, que continuaram a estratégia dos Imames no que diz respeito ao quietismo político e que foram, em grande medida, responsáveis pelo posterior elaboração e cristalização da doutrina do Imã Oculto tal como apreendida pelos Imamitas. Durante o califado de al-Mu'tazz (866-69), a suspeita abássida das atividades do imame mais uma vez restringiu a liberdade de movimento de al-Hadi até que o imame morreu, como afirmam os xiitas, de veneno administrado por o califa em 254/868. 
No final do século IX, os xiitas do Iraque passaram por uma crise de liderança, coincidindo com a crise do califado abássida, do qual, gostassem ou não, eram súbditos. Eles discordaram sobre vários assuntos, um dos quais dizia respeito a acontecimentos com mais de um século. O sexto na linha de imãs foi o altamente respeitado Jafar al Sadiq (falecido em 148/765). De acordo com alguns xiitas, Jafar designou como herdeiro seu filho Ismail, que, no entanto, faleceu antes dele; o imamato foi então para o neto de Jafar, Muhammad, filho de Ismail. Os xiitas dessa persuasão ficaram conhecidos como ismaelitas. Muitos deles acreditavam que Muhammad ibn Ismail, o último de seus imãs, não havia morrido, mas desaparecido na ocultação (gaiba), da qual retornaria um dia para governar a terra.  Abedalá Alaquebar, o primeiro dos primeiros líderes ismaelitas depois de Mohammad b. Ismail estabeleceu-se em Ascar Mocrã, no Cuzistão, onde viveu como um rico comerciante.  Abedalá mudou-se para o Norte de África, onde o caminho lhe tinha sido preparado pelos seus missionários, e onde estabeleceu agora um califado para rivalizar com o dos Abássidas e tomou para si o Almadi, um califado explicitamente messiânico. prazo.  Quando Abedalá Almadi chegou à África em 297/909, ele assumiu formalmente o imamato e o califado. Aqui temos o início do que conhecemos como o Califado Fatímida do Norte de África.  conquistaram o Egito e organizaram um califado que durou mais de dois séculos (297/909-567/1171).  Nem todos os ismaelitas aceitaram as reivindicações de Abedalá e dos fatímidas. Entre eles estavam os seguidores de vários missionários ismaelitas que operavam no Iraque, Bahrein e outros lugares, que passaram a ser conhecidos como carmatas. Os carmatas estabeleceram um estado baseado no Bahrein, no Golfo Pérsico, no início do século X, que durante muito tempo representou uma ameaça significativa tanto para os fatímidas como para os abássidas. 
Os ismaelitas não foram os únicos activistas políticos durante estes anos. O zaidismo xiita, concentrado em Cufa e noutros locais, já tinha estado envolvido numa longa série de revoltas contra o califado abássida, especialmente nas suas primeiras décadas. A sua doutrina alcançou maturidade no trabalho do imame Alcácime ibne Ibraim Arrassi (falecido em 246/860). Agora, no final do século IX, os zaiditas surgiram com força em duas áreas periféricas. No Tabaristão, ao sul do Cáspio, um estado zaidita foi estabelecido em 250/864 pelo haçânida Haçane ibne Ziade, seguido por seu irmão Maomé. A resistência externa e a turbulência interna superaram este empreendimento, mas um estado zaidita renovado foi estabelecido por um huceínida, Anácer Alhaque (falecido em 304/917). Esta presença zaidita no sul do Cáspio constituiu um desafio constante aos governadores abássidas e outros governantes desta região turbulenta. Entretanto, no Iémen, surgiu um estado zaidita em 284/897, liderado por um neto de Alcácime ibne Ibraim, Alhadi Ilá Alhaque, seguido por uma longa linhagem de imãs. A partir da sua capital em Saada, os zaiditas alcançaram um nível notável de estabilidade, mantendo distância da política do mundo islâmico mais vasto. 
Ao contrário dos ismaelitas e dos zaiditas, outros xiitas alegaram que Jafar al Sadiq foi seguido no imamato por seu filho, Muça Alcazim. Para pessoas dessa convicção, a série terminou com a morte do décimo primeiro imã, Haçane Alascari, em Samarraı p em 260/874, no início do reinado de Almutâmide. Alguns dos seguidores de Haçane afirmaram ainda que um filho seu, Muhammad ibn Haçane, era o décimo segundo imã legítimo, embora ele tivesse desaparecido na mesma época. O acordo sobre tudo isto só foi alcançado algum tempo depois, com a consolidação do que conhecemos como imame ou Xiismo Doze. Os xiitas desta persuasão acreditavam (e acreditam) que o décimo segundo imã, Muhammad ibn Haçane, o Mádi, o 'corretamente guiado', havia entrado em um estado de ocultação (gaiba) do qual ele eventualmente emergirá para governar o mundo. É importante lembrar, em qualquer caso, que foi durante o final do século IX que estas doutrinas estavam a tomar forma; e que muitos xiitas, e ismaelitas em particular, esperavam que o seu imã regressasse da ocultação muito em breve. 

### no século 4/10
No século IV/X prevaleceram novamente certas condições que ajudaram enormemente a propagação e o fortalecimento do Xiismo. Entre eles estavam as fraquezas que apareceram no governo e na administração central abássida e o aparecimento dos governantes buídas. Os buídas, que eram xiitas, tiveram a maior influência não apenas nas províncias da Pérsia, mas também na capital do califado, Baguedade, e até mesmo sobre o próprio califa. Esta nova força de proporções consideráveis permitiu aos xiitas enfrentarem os seus oponentes que anteriormente tinham tentado esmagá-los confiando no poder do califado. Também tornou possível aos xiitas propagarem abertamente as suas opiniões religiosas.
Conforme registado pelos historiadores, durante este século a maior parte da Península Arábica era xiita, com exceção de algumas das grandes cidades. Até mesmo algumas das principais cidades como Hajar, Umã e Sadá eram xiitas. Em Baçorá, que sempre foi uma cidade sunita e competia com Cufa, considerada um centro xiita, apareceu um notável grupo de xiitas. Também em Trípoli, Nablus, Tiberíades, Alepo, Nixapur e Herate havia muitos xiitas, enquanto Avaz e a costa do Golfo Pérsico, no lado persa, também eram xiitas. 
No início deste século, Nácer Utruxe, após muitos anos de propagação da sua missão religiosa no norte da Pérsia, ganhou o poder no Tabaristão e estabeleceu um reino que continuou por várias gerações depois dele. Antes de Utruxe, Haçane ibne Zaide Alalaui reinou durante muitos anos no Tabaristão. Além disso, neste período os fatímidas, que eram ismaelitas, conquistaram o Egito e organizaram um califado que durou mais de dois séculos (296/908-567/1171). Muitas vezes ocorreram disputas e combates em grandes cidades como Baguedade, Cairo e Nayshapur entre xiitas e sunitas, em algumas das quais os xiitas ganhariam vantagem e sairiam vitoriosos. 

## Uma abordagem histórica: do período da peregrinação à crença final
Nesta seção, são explicadas várias visões sobre o curso histórico da crença em Hajate ibne Alhaçane como o 12º imame, o Mádi, e sua ocultação na sociedade xiita.

### Desentendimento xiita sobre a existência do filho de Haçane Alascari

#### Nascimento do imame Almadi
A maioria das fontes xiitas e sunitas concordam que Muhammad imame Almadi, o último do xiismo Ithnā Asharī (xiismo duodécimo), era filho único do imame al-Askari.  Segundo Donaldson, seus únicos filhos eram o filho e a filha. (Donaldson-222) A maioria das fontes nas quais este dogma se baseia concorda que este filho nasceu em 15 de Sha'ban, mas divergem quanto ao ano de seu nascimento. Segundo alguns nasceu em 255/869 e segundo outros em 258/872 ou mesmo em 261/875.  De acordo com fontes históricas ele não tinha esposa legal, e uma de suas concubinas, que era mãe de seu filho Muhammad al-Qa'im, era Narjis Khatun. (Donaldson-222) A mãe do imame Almadi era escrava; pouco se sabe sobre ela e há divergências nas fontes quanto às suas origens e nome. O imame tinha vários servos gregos, eslavos e turcos.  Uma das fontes mais antigas (al-Masʿūdi, Ithbāt al-Wasiyya) afirma que a mãe do décimo segundo imã se chamava Narjis. Fontes posteriores registram seu nome como Sayḳal (Saḳīl), Sawsan ou Rayḥāna ou mesmo afirmam que seu nome era Malika bnt Yashshu e que ela era neta do Imperador Bizantino, ele próprio descendente do Apóstolo Simão   De acordo com esta versão, a princesa bizantina foi capturada pelos exércitos muçulmanos e vendida como escrava para Baguedade, a um homem da comitiva do décimo imã, um certo Bishr ibn Sulayman al Nakhkhas. Este último foi para Samarra e entregou o escravo a Hakima, irmã de seu professor.  O décimo imã, que através da clarividência reconheceu nela a futura mãe do Mádi, deu-a em casamento a seu filho, al-Hasan, o futuro décimo primeiro imã. Seus sinais de gravidez, como já foi mencionado, foram milagrosamente ocultos. Ainda segundo o relato de Hakima (tia do décimo primeiro imã, que esteve presente no nascimento), pouco antes do nascimento da criança, uma espécie de torpor se abateu sobre as duas mulheres; ou, segundo outra versão, uma espécie de véu escondia a mãe dos olhos da outra mulher presente. O momento real do nascimento não foi visto por ninguém. Assim que a criança nasceu, Hakima, agora em plena posse dos seus sentidos, percebeu que a roupa de nascimento da mãe não estava manchada por uma única gota de sangue, como acontece com todas as mães dos imãs, acrescentou. Como vimos, “o nascimento oculto” é um dos sinais distintivos do Mádi, segundo os imãs.  De acordo com o xiismo Twelver, al-Hasan ibn Ali al-Askari, por causa das ferozes perseguições abássidas, escondeu tanto quanto possível o fato de que tinha um filho para sucedê-lo e revelou isso apenas a muito poucos. selecione seguidores. Basicamente, pela mesma razão, este filho entrou em ocultação (gaiba) imediatamente após a morte de seu pai em 260/873-4 ou segundo algumas fontes logo após seu nascimento. 

#### Os anos do Imamato de Hassan Askari
Al-Hasan ibn Ali al-Askari nasceu em 232/845 e morreu em 260/874. De acordo com algumas fontes xiitas posteriores, ele foi envenenado por instigação do ‘califa abássida, al-Mu’tamid. Durante os seis anos de seu Imamato, al-Askari viveu escondido e com medo prudente por causa das restrições que lhe foram impostas por estar cercado pelos espiões de al-Mu'tamid. Esta foi a razão da sua falta de contacto aberto com a massa dos seus seguidores. Apenas a elite de seus adeptos conseguiu comunicar-se pessoalmente com ele.  As mesmas fontes relatam que no ano 260/874 o décimo primeiro imame ficou doente. Assim que a notícia de sua doença chegou a al-Mu’tamid, ele despachou cinco de seus servos especiais para a casa de al-’Askari, ordenando-lhes que o vigiassem de perto.   A doença de Al-Askari piorou e ele faleceu em 8 de Rabi' I 260/1º de janeiro de 874.   Al-Mu'tamid despachou Abu 'Isa ibn Mutauaquil para fazer a oração pelos mortos sobre o corpo de al-Askari. Depois que este rito foi concluído, al-Askari foi enterrado dentro dos limites de sua casa em Samarra. O imame foi enterrado ao lado de seu pai.   De acordo com as primeiras fontes imamitas, al-Askari não deixou um filho reconhecido publicamente, nem determinou ou instalou abertamente seu sucessor. Como diz al-Mufid, os imamitas sofriam opressão nas mãos dos abássidas, enquanto o califa, al-Mu’tamid, procurava o filho de al-’Askari e tentava prendê-lo por todos os meios possíveis. Além disso, as opiniões dos imamitas xiitas sobre ele estavam circulando, e estava se tornando conhecido que eles estavam esperando que ele se levantasse. Por esta razão, al-Askari não revelou o seu filho durante a sua vida, nem mesmo à maior parte dos seus próprios adeptos.  Por outro lado, o Imamita acreditava de acordo com os hadiths do Profeta que um imame não poderia morrer sem ver sua descendência que o sucederia e que o mundo não pode existir sem uma Prova e o imame sabe quem o sucederá. e não morre até dar o seu testamento ao seu sucessor.  Estas tradições parecem ter sido adoptadas pela maior parte dos Imamitas, e a sua interpretação destas tradições levou a vários pontos de vista, que por sua vez levaram a novas divisões entre os Imamitas.  
Outro problema que aumentou as dificuldades deste período e contribuiu grandemente para a turbulência que se seguiu à morte de Hasan al-Askari foi a reivindicação de seu irmão, Ja'far ibn Ali.  que mais tarde se tornaria conhecido entre os xiitas como Ja'far, o Mentiroso - para a posição de imame. O problema resultou, em última análise, da introdução do sistema de representação financeira do imame.  Ja'far reuniu assim um pequeno número de seguidores, principalmente entre os seguidores de Faris, durante o mandato de seu irmão Hasan al-'Askari. Alguns dos seguidores de Jafar foram bastante francos em sua oposição a Hasan e seus seguidores, negando que ele possuísse o nível de aprendizado exigido de um imame e até mesmo chamando seus seguidores de "Partido do Idiota" (Himdriyya). Hasan e seus seguidores infiéis.  Ja'far e Hasan permaneceram em desacordo até a morte de Hasan e nunca mais se falaram. Enquanto Hasan estava vivo, Ja'far foi uma fonte contínua de problemas para ele. As contra-acusações, o ódio e a animosidade entre Ja'far e os associados de Hasan atingiram o auge e o assunto tornou-se muito violento.  Jafar tornou-se mais poderoso após a morte de seu irmão, porque foi encorajado pelos Fathiyya, a fim de reivindicar sua doutrina, e especialmente por Banu Faddal em Cufa. No entanto, o sucesso de Jafar não continuou, porque os seus seguidores divergiam quanto à forma como ele ganhou o Imamato e porque os seus argumentos no campo das tradições eram mais fracos do que os dos Imamitas. 

#### Desentendimento entre Jafar e a mãe de Hasan Askari
Jafar ibn Ali, o único irmão do imame al-Askari por ter negado o nascimento do imame Almadi, apresentou-se alegando ser o único herdeiro da propriedade de seu irmão e tomou posse dela.  Surgiu uma disputa entre Jafar e a mãe de Hasan Askari, Hudayth, sobre sua herança. Segundo Modarressi, ela foi nomeada no testamento de Hasan, sem menção de um filho ou de qualquer outra pessoa. Ela estava em Medina quando Hasan morreu, mas veio para Samarra imediatamente quando ouviu a notícia para tentar impedir Ja'far de confiscar a herança de seu filho. De acordo com a lei sunita de herança seguida pelo califado, se Hasan tivesse morrido sem filho, sua herança seria dividida entre sua mãe e Jafar. A lei xiita, porém, daria tudo a ela, porque não permitia que irmãos herdassem enquanto o pai ainda vivesse. Para evitar que Ja'far recebesse qualquer parte da herança de seu filho, ela disse aos funcionários do governo que uma das escravas de Hasan estava grávida dele. Considerando que isso era uma invenção total planejada sem outro objetivo a não ser excluí-lo da herança de seu irmão, Ja'far denunciou Hudayth ao governo.  após sete anos de luta, a herança de Hasan foi dividida entre Hudayth e Ja'far. 
De acordo com al‐Mufīd, al‐Askari queria negar aos ‘Abássidas a oportunidade de encontrar qualquer vestígio que pudesse pôr em perigo a vida do seu sucessor. Portanto, ele elaborou um plano pelo qual, de acordo com seu testamento público, ele deixaria sua propriedade apenas para sua mãe, Hadith. Ao saber da morte de seu filho, ela veio de Medina para Samarra para assumir a propriedade, mas descobriu que estava sob o domínio abássida. ao controle. Além disso, Jafar brigou com ela sobre a herança de seu irmão, insistindo em seu direito à propriedade. Ele levantou o caso às autoridades, que tentavam confirmar que al‐Askari não tinha filho, interferindo no assunto. Hadith sustentou que al-Askari a tornou sua única herdeira e que, de acordo com a lei imamita, Jafar não tinha direito aos bens de seu irmão. Essa briga durou dois anos. Embora o juiz tenha decidido a favor de Hadith, a afirmação de Jafar não foi contestada devido às suas ligações influentes. No final, a propriedade foi dividida em duas partes, apesar da lei imamita. 

#### Criança escondida
Abu Sahl al-Nawbakhti (falecido em 923) relata que al-'Askari tinha partidários íntimos que costumavam narrar tradições relativas à lei islâmica sob sua autoridade e eram seus representantes. Quando al-Askari morreu em 260/874, todos concordaram que ele havia deixado um filho que era o imame. Al-Nawbakhti acrescenta que proibiram os seus adeptos de perguntar sobre o seu nome ou de revelar a sua existência aos seus inimigos, que naquele momento tentavam prendê-lo.  De acordo com outra narração, al-Askari apresentou seu sucessor a quarenta xiitas confiáveis, como Haçane b. Ayyub, Ali ibn Bilal, Ahmad ibn Hilal e Uthman ibn Said. Ele os informou que não o veriam novamente e ordenou-lhes que obedecessem a Uthman durante a ocultação do Décimo Segundo Imame, porque ele seria seu representante.  A maioria dos xiitas aceitou esta opinião, mas eles divergiram quanto ao dia de seu nascimento, seu nome e se ele era al-Qaim Almadi ou não.  Alguns xiitas chegaram a afirmar que ele ainda estava no útero quando seu pai morreu.  Segundo Modarressi, quando nasceu o Décimo Segundo Imame, até a morte de seu pai, as notícias sobre seu nascimento e existência não foram divulgadas.  Imediatamente após a morte abrupta do imame Hasan al-Askari, seus associados próximos, liderados por Uthman ibn Sa'id al-Amri, tornaram público que o imame tinha um filho que era o legítimo sucessor do Imamato. O filho, segundo Amri, estava escondido porque temia ser capturado e morto pelo governo.  enquanto Fátima, a única irmã de Hasan, apoiou a afirmação de Ja'far de que nenhuma criança nasceu de um imã xiita.  O relato do nascimento do filho é citado pela autoridade da tia de Hasan al-Askari, que esteve presente no nascimento. Num relatório diferente, contudo, ela é citada como tendo dito que ela própria não tinha visto o filho; ela soube disso por meio de um bilhete que Hasan enviou à mãe quando o filho nasceu, dando-lhe a notícia do nascimento. 
Durante este tempo, os agentes (wukala') do imame morto persistiram em defender a crença de que existia um filho pequeno de al-'Askari em ocultação, que ressuscitaria quando Deus lhe ordenasse que o fizesse. Os defensores desta crença foram atacados por todos os lados e encontraram forte oposição. Os 'Abássidas estavam particularmente preocupados com o sucessor messiânico de al-Askari escondido. Al-Mu'tamid, por este motivo, ordenou que a casa do imame fosse investigada, e todos os quartos foram trancados após serem revistados. Esforços foram feitos para descobrir se o imame havia deixado um filho, e parteiras foram nomeadas no harém do imame para detectar qualquer gravidez. Uma das escravas era suspeita de estar grávida e foi isolada num quarto de uma casa especial onde era mantida sob vigilância. 9 Numa ocasião, a esposa de al-Askari (Sayqal, a mãe do pequeno Imam) foi presa por se recusar a revelar o paradeiro do seu filho. De acordo com algumas fontes xiitas, para impedir os oficiais de procurarem a criança, ela negou ter dado à luz um filho a al-'Askari durante a vida deste último e alegou que estava grávida. Al-Mu'tamid ordenou que ela fosse mantida em seu harém sob vigilância. Esta situação continuou até o ano 263/877, quando o califado foi apanhado pelos distúrbios políticos causados pelos Zanj e pelos líderes provinciais no Irão, Egito e Síria. Consequentemente, Sayqal foi esquecida e escapou das mãos das autoridades califais. 
Os 'Abássidas também apoiaram Ja'far, irmão de al-Askari e pretendente ao cargo de Imamato, a fim de criar uma disputa dentro da família do imame. fontes descrevem Ja'far como um homem mundano e amante do prazer, que para se tornar o Iman usou vários meios repressivos na presença de al-Mu'tamid, e mais de uma vez tentou caluniar aqueles que defendiam o Imamato de o filho pequeno de al-'Askari escondido. Ele também foi responsável pela prisão de Sayqal, porque por sua instigação o califa pediu-lhe que revelasse o paradeiro de seu filho. 
'Uthman ibn Sa'id al-Amri continuou como zelador do cargo de Imamato na ausência do filho de Hasan. Embora alguns tivessem profundas dúvidas sobre a existência real de tal filho, a maioria dos representantes locais reconheceu publicamente a sua existência. Aqueles que o fizeram foram confirmados nos seus cargos e autorizados a recolher fundos da comunidade Imamita em nome do Imame oculto.  A maioria dos xiitas em várias cidades do Irão e especialmente em Qum, que era o principal centro de estudos xiitas nesta época, aceitaram a nova situação e continuaram a pagar os seus impostos aos representantes locais, que eram agora os agentes de Amri. No Iraque, porém, a situação era diferente. Cufa era uma cidade xiita há dois séculos e estava, devido à sua proximidade com Samarra, intimamente sintonizada com os movimentos e disputas dentro do núcleo interno do Imamato e sempre repleta de tendências pouco ortodoxas.  Um grande número, possivelmente até a maioria, reconheceu Ja'far como o imame. Hasan ibn Ali ibn Faddal, o jurisconsulto mais proeminente na comunidade imamita de Cufa, e Ali al-Tahin, um mutakallim Cufan estavam entre eles.  Não está muito claro por quanto tempo os apoiadores de Ja'far e seus descendentes existiram como uma seita separada na comunidade xiita. Por volta de 410/1019-1020, quando al-Mufīd estava escrevendo seu livro principal sobre a Ocultação, muitos dos descendentes de Ja'far já haviam se convertido à corrente dominante do Xiismo Twelver; na verdade, Mufīd não conhecia nenhum descendente de Ja'far que discordasse dos Doze sobre a questão do filho do Imamato de Hasan al-'Askari.  Uthman ibn Sa'id al-'Amri mudou-se para Baguedade e continuou como zelador do cargo de Imamato até o fim de sua vida. Ele insistiu que tinha contato direto com o filho de Hasan e recebia a correspondência enviada ao filho pela comunidade, bem como os fundos religiosos da mesma forma que fazia na época de Hasan. Diz-se que toda a comunidade concordou em reconhecer a sua pretensão de ser o deputado do imame. 

#### Seitas imamitas no período de confusão
imame Hasan Askari, o décimo primeiro imame, morreu em 260/874. A sua morte, como a dos Imames anteriores, deu origem a um período de turbulência entre os fiéis, mas desta vez a crise parecia ainda mais grave e os próprios Imamis não hesitaram em chamar as décadas que se seguiriam de “período de perplexidade”. ou “confusão” (ḥayra).  O destino misterioso do suposto filho do décimo primeiro imame levou a vários cismas com notáveis variações doutrinárias.  a questão de quem seria reconhecido como o sucessor de Askari dividiu a comunidade [proto-]xiita em numerosas facções. Al-Shahrastānī (Al-Milal wa al-Nihal) conta onze, al-Nawbakhti (Firaq al-Shi'a) quatorze, Saʿd al-Qummī (Kitab al-Maqalat wa l-Firaq) quinze e al-Mas'udi (Murūdj al-dhahab) até vinte facções diferentes.  As opiniões apresentadas por estas facções podem ser categorizadas em cinco grupos. Em primeiro lugar, houve quem afirmasse que não tinha sucessor e que o imamato tinha deixado de existir. Segundo outros, em segundo lugar, em primeiro lugar, ele nunca tinha sido um verdadeiro imã, uma vez que o décimo imã, Abu 'l-Hasan Ali ibn Muhammad, designou o seu filho Muhammad como seu sucessor. Em terceiro lugar, houve aqueles que afirmaram que o próprio al-Hasan ibn Ali al-Askari era o Mádi e o Qāʾim (āl Muhammad), enquanto outros, em quarto lugar, eram da opinião de que ele deveria ser sucedido por seu irmão mais novo, Jafar. Finalmente, houve quem acreditasse que o décimo primeiro imã havia deixado um filho para sucedê-lo. Esta ideia foi gradualmente adotada por todos os Imamis, que assim ficaram conhecidos como “Twelvers” (XDoze xiitas).   sugerindo uma certa confusão. Vários autores sunitas, como al-Tabari, Yahya ibn Ṣāʿid e Ibn Hazm, entretanto, eram da opinião de que ele não tinha descendentes. 
Essas seitas podem ser divididas nos seguintes grandes grupos: 
- O Waqifiyya em Hasan al-Askari: Estes pararam no Imamato em Hasan al-Askari, que era considerado o Mádi. Alguns deles pensaram que ele não havia morrido, mas sim se ocultado, enquanto outro grupo pensava que ele havia morrido, mas ressuscitado. Ambos os grupos consideraram que al-'Askari não deixou nenhum filho. Um terceiro grupo parou em al-'Askari porque, embora reconhecessem a sua morte e reconhecessem que a terra não poderia existir sem um imame, não podiam ter a certeza de quem era o sucessor de al-'Askan. [50] [51]
- A Cessação do Imamato: Estes consideraram que assim como a profecia havia cessado com Maomé, também era possível que o Imamato tivesse cessado com al-Askar, que não tinha filho nem sucessor. Um grupo sustentava que não poderia haver Mádi, enquanto outro sustentava que o Mádi surgiria entre os descendentes dos Imames nos últimos dias. [50] [52]
- Os Muhammadiyya: Estes sustentaram que al-Hadi havia designado seu filho Muhammad, que faleceu antes dele, como o imame (uma vez que nem Hasan al-'Askari, por causa de sua falta de filhos, nem Ja'far, por causa de sua imoralidade, cumpriram o condições exigidas para o Imamato). Um grupo sustentou que Maomé não havia morrido, mas era o Mádi escondido. [53] [54]
- O ja'fariyyaya: Estes consideraram que al-'Askari morreu sem deixar um filho e que o Imamato pertencia a seu irmão Ja'far. Um grupo desta facção considerou que, uma vez que al-Askari morreu sem descendência, o Imamato deveria pertencer a Ja'far; outro grupo sustentou que al-'Askari havia designado formalmente Ja'far; outro grupo que, como al-Askari morreu sem descendência, ele não cumpriu a condição para o Imamato e, portanto, o verdadeiro imame depois de al-Hadi foi Ja'far; ainda outro grupo afirmou que o Décimo Imame havia designado seu filho Maomé como Imame, mas como Maomé faleceu antes dele, o Imamato foi transferido para Ja'far através de um intermediário, um escravo chamado Nafis (este grupo é chamado de Nafisiyya). [55] [56]
- O Qat'iyya: Este é o grupo que, assim como os Imames anteriores, estava certo da morte do Imame anterior, al-'Askari, e passou para o filho de al-'Askari como o próximo Imame. Um grupo considerou que seu nome era Muhammad e que ele já era maduro quando morreu al-'Askari; outro que seu nome era 'Todos; outro, que seu nome era Muhammad, mas que nascera oito meses depois da morte do Imam; e, finalmente, havia o grupo que sustentava que al-'Askari teve um filho, ele tinha quatro anos de idade na época da morte de seu pai, havia se ocultado até os últimos dias e era proibido procurar ele fora. [55] [57]

Este último grupo descrito, a décima quinta seita descrita por Sa'd al-Qummi, foi, claro, aquele que se tornou a seita ortodoxa Ithnā-Ashari (Twelver) ou Imami do Islã xiita. Os outros agrupamentos desapareceram em cerca de cem anos.  O período que deu origem a toda esta confusão começou com o califado de al-Mu'tamid (r. 870–892) e continuou até a época de al-Muqtadir. (r. 908–932) 

### A história da crença no décimo segundo imame e da ocultação
Uma visão comum entre os pesquisadores da história do xiismo é que a crença no número de imãs - doze imames - e que o décimo segundo imã é o prometido Mádi evoluiu gradualmente entre os xiitas. (Kolberg) Por outro lado, Jassim Hossein diz que a evidência sugere que desde os primeiros tempos no Islão havia uma crença de que o Profeta tinha feito aos seus seguidores uma promessa sobre um homem da descendência de al-Husayn, que ascenderia em armas no futuro para purificar o Islão da inovação e há também outras tradições atribuídas ao Profeta que afirmam que Almadi será, de facto, o Décimo Segundo Imame. 
a respeito do processo de formação das crenças dos xiitas Twelver Imami, segundo Amir Moezzi, as fontes do período de confusão refletem, de maneira particular, a hesitação e a crise vividas pelos crentes. Um estudo atento destas fontes parece realmente mostrar que existiam profundas incertezas e sérias lacunas em relação a um número substancial de importantes elementos doutrinários que se tornaram artigos de fé.  Primeiro, o número definitivo de Imames e até mesmo a noção de “ocultação” (gaiba): Abu Jafar Barqi (falecido em 887 ou 893), em seu Ketāb al-maḥāsen, não contribui com nenhuma informação a respeito desses dois pontos. No primeiro capítulo, dedicado às diferentes interpretações dos números, ele leva em consideração os números de 3 a 10, mas nada diz sobre o número 12.  Contemporâneo de Barqi, Ṣaffār Qomi (m. 902-3) em seu Baṣāʾer al-darajāt menciona apenas cinco tradições de um total de quase 2.000 sobre a noção de que os Imames seriam em número de doze, e ele não relata nada sobre a ocultação.  Algumas décadas depois, ibne Babuia (923-91), conhecido como Shaykh al-Saduq, em seu Ketāb al-ḵeṣāl, relatou muitas tradições a respeito do número 12, algumas delas cerca de doze imames.  segundo Amir Moezzi, o texto mais antigo de certa autenticidade que temos, no qual se encontra uma lista completa dos doze imames, parece ser o Tafsir de Ali ibn Ebrahim Qomi (m. ca. 919), obra escrita alguns anos depois do que finalmente seria denominado “Ocultação Menor”.  Segundo ele, foi somente a partir da coleção de hadiths de Kulayni (d. 940-41) que as tradições sobre o número definitivo de Imames e a ocultação do décimo segundo Imame se tornaram mais frequentes. Mesmo assim, um estudo das cadeias de transmissão (esnād) destas tradições, não só em Kulayni, mas também nas duas volumosas monografias dos seus famosos sucessores, nomeadamente Kitāb al-gaiba de Ebn Abi Zaynab Noʿmāni (m. ca. 956 ou 971), e Kamāl al-din de ibne Babuia, revelam que elementos de livros mais antigos sobre o gaiba pertencentes a outras tendências xiitas foram apropriados a serviço da causa e foram adaptados às doutrinas xiitas dos Doze. 
Neste momento, os estudiosos xiitas tentaram provar a existência do imã xiita e tirar as dúvidas entre os xiitas.  Houve uma declaração bem conhecida atribuída ao Profeta pelos transmissores sunitas de hadith, segundo a qual ele previu que haveria doze califas depois dele, todos de sua tribo, os Quraysh. Uma versão da declaração falava de doze califas durante cujo reinado a comunidade islâmica estaria unida. Em outras versões, também foi previsto que a anarquia prevaleceria após o reinado daqueles doze.  A declaração já estava em circulação muito antes do início da ocultação do Décimo Segundo Imame em 260/874. Já estava registrado em meados do século II/VIII, por exemplo, no Amali do estudioso egípcio Layth ibn Sa'd (falecido em 1751-792), mais tarde no Musnad de Abu Dawud al-Tayalisi (d. 2041819-820) e em outros. Ninguém pode, portanto, afirmar que a declaração foi de alguma forma de autoria dos Imamitas no período pós-ocultação. a comunidade Imamita nas primeiras décadas da Ocultação ainda esperava que a ordem dos Imames continuasse seu caminho normal nos descendentes de Hasan al Askari até o fim dos tempos. Foi, possivelmente, só depois de 295/908, quando a comunidade começou a perceber que a situação era mais invulgar do que pensavam originalmente e que possivelmente não haveria um Imã manifesto num futuro próximo, que a questão do número dos Imames foi seriamente considerada. Estudiosos posteriores conseguiram encontrar muito mais hadiths desse gênero, tão numerosos que formaram a base para monografias posteriores de tamanho considerável sobre o assunto. De acordo com esses hadiths, o Profeta e os primeiros Imames não apenas previram o número exato dos Imames, mas também divulgaram a lista completa de seus nomes, incluindo o desaparecido que era o último da lista. 
Segundo Amir Moezzi, o hadith “Depois de mim, haverá doze vigários, todos da tribo dos coraixitas” já estava em circulação por muito tempo antes da Ocultação, pois é relatado por Ibn Hanbal (falecido em 241/855) e al-Bukhari (256/870). Os muçulmanos conheciam bem as tradições judaica, cristã e judaico-cristã, especialmente por causa da literatura oral e escrita do Isrri’iliyyrit. Sabe-se que para os autores bíblicos o número 12 é o número da Eleição, o dos homens escolhidos por Deus. Israel-Jacó teve doze filhos; ancestrais nomeados em homenagem às doze tribos do povo escolhido (Gênesis 35:23s.). A Árvore da Vida tinha doze frutos e os sacerdotes doze joias. Na tradição cristã, Jesus, ao escolher os seus doze apóstolos, proclamou a sua decisão de escolher um novo povo (Mt 10: se, e paralelos). A Jerusalém celestial do Apocalipse tem doze Portas nas quais estão escritos os nomes das doze tribos de Israel, e sua muralha tem doze assentos, com os nomes dos doze apóstolos (Apocalipse 21:12). 
De acordo com Amir Arjomand, no Islã, a ideia de gaiba teve sua origem na Kaysaniyya, uma seita quiliástica formada após o fracasso do levante de Moktar em Cufa, cujos membros consideravam Mohammad ibn al-Hanafiyya, filho de Ali ibn Abi Talab, o Mádi. Outro movimento quiliástico, mais significativo para a recepção da ideia de gaiba no Xiismo Imami do que o Kaysaniyya, foi o Waqifiyya. Os Waqifiyya (cessacionistas) eram aqueles seguidores do imame Mūsa al-Kazim (falecido em 183/799) que sustentavam que o imamato foi suspenso ou havia cessado com ele. Eles se recusaram a aceitar a morte do imame Musa e o consideraram o Mádi e Qāʾem que havia entrado na ocultação. 
Abu Sahl Nawbakhti e Ebn Qeba Razi, um importante teólogo antigo que foi um ex-convertido mutazilita, assumiram a liderança na modificação e racionalização da ideia de gaiba. As simpatias mutazilitas de Nawbakhti e Ebn Qeba sugeriam que a ideia só poderia ser desapocaliptizada com a ajuda de uma teologia da ocultação. A estratégia escolhida por eles foi, portanto, encontrar uma solução teológica que conjugasse a discussão racional da ocultação com a natureza do imamato, em vez de apresentar tradições para prová-lo. Os primeiros tratados teológicos sobre a gaiba apareceram cerca de trinta anos após a morte do décimo primeiro imame. Numa série de debates polêmicos com os oponentes do Xiismo Imami, Ebn Qeba insistiu que a ocultação do imame era a conclusão lógica da doutrina do imamato.  a morte de Somerri, o quarto e último delegado, em 941 marcou o início da segunda gaiba total. Mais uma vez, a perplexidade e o sentimento de provação foram aprofundados na comunidade e na sua liderança. Teólogos e estudiosos xiitas, entre eles Mufid e Sharif Mortażā, tiveram que lutar até o século 11, quando finalmente chegaram a uma explicação da Ocultação do Décimo Segundo Imame na teologia racional. 
Os esforços dos estudiosos imamitas, especialmente os primeiros wukala (deputados) do imame, em diferentes momentos, no que diz respeito à elaboração, sistematização e cristalização da doutrina imamita do Mádi imame, conseguiram estabelecer uma espécie de ligação espiritual em a vida dos Imamitas que aguardavam ansiosamente o aparecimento de seu imame. A crença no aparecimento do Imã Oculto como o Mádi ajudou os xiitas a suportar situações insuportáveis e a ter esperança de um futuro justo enquanto se aguarda o retorno do Mádi. Não seria um exagero sugerir que sem tal crença no papel do décimo segundo Imame, a religião imamita poderia não ter sido capaz de sobreviver às perseguições sob diferentes dinastias no curso da história islâmica, antes de se estabelecer como o credo oficial. do império Safávida no início do século XVI. 

## A era do imamato e da ocultação
Do ponto de vista dos doze imames Xiitas, a ocultação do décimo segundo Imame é dividida em duas partes: a primeira, a ocultação menor (gaibat-i sughra) que começou em 260/872 e terminou em 329/939, durando cerca de setenta anos; a segunda, a ocultação principal (gaibat-i kubra) que começou em 329/939 e continuará enquanto Deus quiser. 

### A ocultação menor (gaibat-i sughra)
Após a morte de seu pai em 260/874, o décimo segundo imame entrou em sua primeira ocultação ainda criança, mais tarde denominada Ocultação Menor (al-gaibat al-sughra), que durou 70 anos lunares, ou seja, até 329/940. Durante este período, diz-se que o Imã Oculto comunicou-se com os seus crentes através de quatro delegados ou representantes intermediários. 

#### Wikala antes do décimo segundo imã
Uma situação crítica enfrentada pelos Imames, provocada pelos ‘Abássidas, obrigou os Imames a procurar um novo meio de comunicar com os membros da sua congregação. As fontes imamitas indicam que o sexto imame al-Sadiq foi o primeiro imame a empregar um sistema subterrâneo de comunicação (alTanzim al-Sirri) entre a sua comunidade.  O objetivo principal desta organização clandestina dos Imamitas (al-Wikala) era coletar os khums, o zakat e outros tipos de esmolas para o imame de seus seguidores.  Embora o Wikala possa ter tido outros propósitos naquela época, as fontes raramente os registram.   Como parte do seu medo prudente (al‑Taqiyya), Al‑Sadiq costumava pedir a alguns dos seus seguidores que realizassem certas tarefas para a organização sem os informar que eram de facto seus agentes.  Apesar das dificuldades enfrentadas pelo Wikala nas suas fases iniciais, as áreas abrangidas pelos agentes e a sua formação foram alargadas durante o tempo de al‑Kazim à medida que as actividades foram intensificadas. O rito da peregrinação foi usado como meio de comunicação entre si.  A ausência de contacto direto entre o imame e os seus seguidores levou a um aumento do papel religioso e político do Wikala, de modo que os agentes do imame ganharam mais autoridade na gestão dos seus assuntos. Gradualmente, a liderança do Wikala tornou-se a única autoridade que poderia determinar e provar a legitimidade do novo imame. Os agentes do imame gradualmente ganharam muita experiência na organização dos seus partidários em unidades separadas. Vários relatos sugerem que os agentes dividiram seus seguidores em quatro grupos distintos de acordo com a área. O primeiro incluía Baguedade, Madaim, Sauade e Cufa, o segundo Baçorá e Avaz, o terceiro Qum e Hamadã, e o quarto o Hejaz, Iêmen e Egito. 

#### Wikala durante o décimo segundo imã
Foi de importância decisiva para a organização e evolução interna da congregação. Durante ele, considera-se que o Décimo Segundo Imame exerceu suas atividades nos bastidores e liderou seus seguidores por meio de quatro representantes especialmente escolhidos. Estes eram chamados de sufara (sing. Saf'ir) ou "embaixadores".  Uma das tarefas do embaixador era lançar total escuridão sobre o nome do imame e o seu paradeiro, não apenas no que diz respeito aos seus inimigos, mas mesmo no que diz respeito aos seus seguidores. Simultaneamente, o Saf’ir teve que provar a existência do imame aos seus fiéis adeptos. Esta afirmação pode ser ilustrada por um relatório de Alculaini.  Embora os safīrs sejam considerados inferiores aos imãs, a maioria das autoridades relata que eles receberam alguns dos poderes especiais dos imãs, como a capacidade de prever eventos futuros e de realizar milagres; diz-se que esta última habilidade lhes foi conferida pelo décimo segundo imã para servir como prova de que eram seus representantes. (kolberg-2012)  Entre as pessoas eminentes que serviram como mediadores entre o imame e o povo, quatro ocupam posição de destaque. Na verdade, fontes posteriores identificam a Breve Ocultação com o período destes Quatro Agentes, que (como alegaram) foram designados pelo imame. Esses quatro agentes foram: 1. Otomão ibne Saíde Alanri (260/87475) 2. Maomé ibne Otomão Alanri (falecido em 304/91617) 3. Huceine ibne Ru Anaubaqueti (falecido em 326/93738) 4. 'Ali ibne Maomé Assamarri (falecido em 329/94041) 
Nas primeiras fontes, como Alcafi de Alculaini, Gaiba de Anumani e Camaladim de ibne Babuia, não há uma seção separada dedicada aos Quatro Agentes. Na verdade, os agentes não se limitam a quatro em nenhuma destas obras.  Dos vários relatórios destas fontes antigas, dois pontos tornam-se evidentes. Primeiro, o mandato do imame não se limitou aos Quatro Agentes neste período. A ênfase colocada sobre os Quatro parece ser devido à influência que exerceram sobre os Imamitas deste período. Em segundo lugar, com toda a probabilidade, a instituição do mandato (niyaba) foi uma explicação posterior para resolver o significado de al-gaibat al-qasira, tal como interpretado por al-Nu'mani. Foi, de fato, al-Nu'mani quem pela primeira vez elucidou a Breve Ocultação nos termos vistos acima.  É Tusi quem pela primeira vez dedica uma seção especial a esses agentes dos Imames (incluindo os Quatro) como "os agentes louváveis" que, segundo ele, foram aprovados pelos próprios décimo primeiro e décimo segundo Imames. 

### Os Quatro Agentes

##### 1) O Primeiro Agente, Abu 'Amr, Uthman ibn Sa'id al-'Amri
Tusi em seu Rijal o menciona como o associado próximo do décimo (falecido em 254/888) e do décimo primeiro Imames e seu agente totalmente confiável. Ele começou sua carreira aos onze anos como agente do décimo imame, Ali al-Hadi. Nada se sabe sobre a data de seu nascimento ou morte. Ele foi nomeado agente do décimo primeiro imame, al-'Askari, por volta de 256/86970 após a morte de al-Hadi em 254/868.  Amri exercia o ofício de vendedor de gordura de cozinha e, conseqüentemente, adquiriu o apelido de al-Samman. Esta, como relata Tusi, foi a forma de esconder a sua verdadeira identidade como agente do imame. Os ritos fúnebres do décimo primeiro imame foram realizados por Amri e esta honra, diz Tusi, não poderia ter sido dada a ele exceto por ordem direta do imame.  Como apontado acima, nada se sabe sobre a hora de sua morte, mas sua wikala dirigida ao décimo segundo imame deve ter sido de curta duração porque a maioria das fontes dá mais importância a seu filho, Abu Ja'far Muhammad, cuja wikala foi confirmada com a de seu pai por al-'Askari. 

##### 2) O Segundo Agente: Abu Ja'far Muhammad ibn 'Uthman al-'Amri (falecido em 304 ou 305/916 ou 917)
Sob Abu Ja'far al-'Amri e seus associados, que serviram como seus agentes em outros xiitas' em centros como Cufa, Ahwaz, Ray, Azerbaijão, Nishapur e outras cidades, a unificação dos Imamitas como uma única escola que reconhece o filho pequeno de al-'Askari como o décimo segundo imame na ocultação foi alcançada. De acordo com Tusi, Abu Ja'far serviu como agente do imame por cinquenta anos, o mais longo entre todos os agentes.  Tusi, em seu relato sobre o segundo agente, admite o fato de que foi principalmente devido aos esforços deste agente que os Imamitas conseguiram obter as informações necessárias sobre seu imame, e que ele era tão estimado até mesmo pelo imame que ele foi dotado de poderes sobre-humanos através do imame.  Acredita-se também que ele estudou com o décimo segundo imame e seu pai, que transmitiu seu conhecimento de al-Hadi e al-'Askari. Entre os livros que escreveu estava uma obra intitulada Kitab al-ashriba (Livro sobre Bebidas) que, segundo o relato de sua filha Umm Kulthum, foi transmitida a al-Husayn ibn Ruh al-Nawbakhti e depois ao quarto agente, al -Samarri.  É relatado que o segundo Saf'ir profetizou a hora de sua morte e preparou sua própria lápide na qual foram inscritos os versos do Alcorão e os nomes dos Imames. Abu Ja'far morreu no ano 304 ou 305/917-18 e foi enterrado em sua casa na estrada que leva a Cufa, no lado oeste de Baguedade. 

##### 3) O Terceiro Agente: Abu al-Qasim al-Husayn ibn Ruh al-Nawbakhti (falecido em 326/93738)
Abu al-Qasim estava entre os associados próximos do segundo agente e compartilhou a responsabilidade da liderança Imamita ajudando-o. Ele foi nomeado agente do imame por Abu Ja'far na presença de um grupo de imamitas proeminentes no ano 307/91920 na presença de Abu al-Qasim em Baguedade.  Imediatamente após seu mandato, sua posição foi confirmada por uma nota recebida do imame na sétima noite de Shawwal, 304 (23 de novembro de 917).  Abu al-Qasim era especialmente conhecido por sua astúcia, e até admirado, ao que parece, por seu uso da taqiyya, que os xiitas consideravam particularmente necessária para praticar durante este período.  Também financeiramente, este agente parece ter prosperado melhor do que os seus antecessores, principalmente devido às ricas doações feitas pelos vizires xiitas e outros funcionários da corte.  Os primeiros anos do mandato de Abu al-Qasim foram favoráveis para os Imamitas, que tiveram pouca dificuldade em comunicar com o agente em Baguedade. Eles trouxeram os bens pertencentes ao imame ao seu agente sem sofrer qualquer dificuldade nas mãos dos 'oficiais abássidas. O dar al-niyaba tornou-se o local de frequência dos 'oficiais abássidas, nobres e vizires, especialmente os Banu al-Furat, que eram considerados seguidores da religião imamita e que olhavam para Abu al-Qasim com grande estima. Mas este período de trégua não durou muito. Após a queda dos Banu al-Furat em 306/918 e sua substituição por Hamid b. 'Abbas e seus partidários, a carreira de Abu al-Qasim como agente encontrou infortúnios. Durante este tempo, Abu al Qasim foi forçado a esconder-se devido a algum desentendimento que ocorreu entre ele e o novo vizir.  Em 312/92425 Abu al-Qasim foi preso pelo califa al-Muqtadir. (r. 908-932)  Abu al-Qasim morreu em 326/937 e foi sucedido por 'Ali b. Muhammad al-Samarri. 

##### 4) O Quarto Agente, Abu al-Hasan 'Ali b. Muhammad al-Samarri (falecido em 329/94041)
Nada se sabe sobre sua infância, mas parece que ele também pertencia aos associados próximos de al-'Askari. Seu mandato durou muito pouco para ter causado quaisquer mudanças na instituição do niyaba. Ele morreu em 329/94041. Antes de morrer, os xiitas vieram e perguntaram-lhe sobre seu sucessor, e ele disse: “O assunto está nas mãos de Deus e Ele o levará a cabo”. Aqui Tusi acrescenta seu comentário de que, portanto, "a gaiba completa é aquela que ocorreu após a morte de al-Samarri, que Deus esteja satisfeito com ele".  Poucos dias antes de sua morte, chegou uma nota do imame que dizia o seguinte:
Em nome de Deus. Ó Ali b. Muhammad al-Samarri, que Deus recompense seus irmãos com sua morte, que ocorrerá dentro de seis dias. Portanto, cuide dos seus assuntos e não indique ninguém em seu lugar, pois ocorreu a ocultação completa. Não aparecerei até que Deus me permita fazê-lo (que Seu nome seja exaltado) e isso acontecerá depois de muito tempo e depois que os corações se endurecerem e a terra estiver cheia de maldade. Num futuro próximo, haverá entre meus seguidores aqueles que alegarão ter me visto. Cuidado, aqueles que afirmam isso antes da ascensão de al-Sufyani e da [ouvir a] voz do céu são mentirosos. ... 

## A era da Ocultação Maior (941-presente): al-gaibat al-tamma

### Nomes e apelidos
O Salvador escatológico dos Imamitas é apresentado como Abu'l-Qasim Mohammad ibn Hasan al-Askari, décimo segundo e último entre os Imames. Ele, portanto, tem o mesmo nome e kunya do Profeta, cumprindo assim o hadith que remonta a Abd Allah ibn Mas’ud.  ele citou o seguinte hadith, chamando-o de bem conhecido (mashhūr), “O Mensageiro de Deus disse: 'No final dos tempos, surgirá um homem de meus descendentes cujo nome é como o meu nome e cujo kunya é como o meu kunya. Ele encherá a terra de justiça como ela estava cheia de injustiça. Esse é o Mádi’”. Segundo Madelung, este hadith foi forjado pela rebelião de Moktar em favor de Mohammad ibn al-Hanafiyya, filho de Ali, que, uma vez quando foi descrito como Mádi, declarou que o seu privilégio consistia em ter o mesmo nome e kunya do Profeta. 
De acordo com Kohlberg, a evidência mais antiga da crença no 12º imame pode ser encontrada na literatura heresiográfica. O Kitab firaq al-Shi'a de al-Hasan ibn Musa al-Nawbakhti e o Kitab al-maqalat wa 'l-firaq de Sa'd ibn 'Abdallah al-Qummi (ambos concluídos por volta de 900). não fica de forma alguma claro a partir desta descrição das crenças dos Imami que o nome do décimo segundo imame ainda tenha sido acordado; afirma-se simplesmente que este nome é um segredo que não deve ser divulgado. Apenas os membros de outra seita o identificaram como Maomé. De qualquer forma, os Imamiyya devem ter aceitado esta identificação muito cedo, uma vez que são descritos por al-Ash'ari em seu Maqalat al-islamiyyin como acreditando que Muhammad ibn al-Hasan é o imame oculto. (Kohlberg-522-1976) Segundo Sachedina, o nome do sucessor de al-'Askari foi mantido em segredo até a época da wikala de Abu Ja'far, o segundo agente. Este último relatou aos imamitas que durante o hajj daquele ano, quando viu al-Qa'im rezando perto da Caaba, o imame lhe ordenou que dissesse àqueles que perguntavam seu nome que deveriam ficar quietos e ir ao Paraíso ou falar sobre o assunto de seu nome e aceitar o Fogo, pois se soubessem o nome do imame, o divulgariam, e se soubessem de seu paradeiro, levariam o povo até lá e colocariam sua vida em perigo. 
No entanto, não era aconselhável chamar o Mádi pelo seu nome, de acordo com uma proibição atribuída a muitos imãs (al-nahy ʿan al-esm/al-manʿ ʿan al-tasmiya), cujo objetivo era proteger o Salvador (encomendado para pôr fim à injustiça) da ameaça representada pelo tribunal abássida.  imame é assim chamado por qualquer um de seus sobrenomes: Mádi (o Guiado), Muntazar (o Esperado), sahib al-zaman (Senhor do Tempo), al-ḡāʾeb (o Oculto/ O Oculto), ḥojjat Allah (Prova de Deus), sahib al-Amr (Senhor da Causa), baqiyat Allah (Resto de Deus) e, na maioria das vezes, qāʾem (um termo complexo que significa, entre outras coisas: a posição, aquele que levanta-se, aquele que se levanta, o ressuscitador). Este último título, que entre os Imamis substituiu gradualmente o de Mádi, foi utilizado nos círculos xiitas para designar o imame que “se levantou” para lutar contra o poder injusto e ilegítimo. Nesse sentido, contrastava com qāʿed, literalmente “o sentado”, um termo que designa imãs anteriores que não participaram de movimentos rebeldes contra o governo omíada e abássida. 

### Nascimento e Vida
Descrições detalhadas sobre Hojjat bin Al-Hassan Almadi começaram a surgir na primeira metade do século X e só atingiram sua forma definitiva no século seguinte principalmente nas obras de autores como Nu'mani, ibne Babuia (1985), e Shaikh Tusi (1965).  Segundo alguns relatos, sua mãe, a quem são dados vários nomes (Narjis, Rayḥāna, Sawsan, Maryam), era uma escrava negra de origem núbia (os três primeiros nomes, sendo as de flores e plantas, muitas vezes dadas a escravas, parecem confirmar esta versão); segundo outros relatos, ela era neta do imperador bizantino, ele próprio discípulo do apóstolo Simão. De acordo com esta versão, a A princesa bizantina foi capturada pelas tropas muçulmanas e vendida como escrava em Baguedade a um homem pertencente à comitiva do décimo imame, Ali al-Naqi (Ali al-Hadi), que então veio a Samarra e ofereceu a menina a Hakima, o último. irmã.  antes de seu cativeiro, a princesa teve uma visão onírica de Maria, mãe de Jesus, bem como de Fátima, filha do profeta Maomé, ambos os quais haviam pedido que ela se convertesse ao Islã e se deixasse ser capturada pelos exércitos muçulmanos porque estava destinada a uma vida gloriosa. Em Samarra, o décimo imame, tendo por clarividência reconhecido nela a futura mãe do Mádi, deu-a em casamento a seu filho Hasan, o futuro décimo primeiro imame.  A data mais citada para o nascimento de Almadi é 15 Shaban 256/18 de julho de 870.  A visão predominante entre as autoridades imamitas é que Almadi nasceu em meados de Shaban 255/tarde Julho de 869. (Um dos festivais Imami mais importantes) 
O pai mostrou o recém-nascido a cerca de quarenta discípulos íntimos, e então a criança foi escondida.  Segundo muitos relatos, o décimo primeiro imã teria adotado uma tática dupla para garantir a segurança da criança. Em primeiro lugar, fora do seu círculo íntimo, o imame manteve em segredo o nascimento da criança, chegando ao ponto de designar a sua mãe, Ḥodayṯh, como sua única herdeira. Agora, sabe-se que, de acordo com a lei Imami, em algumas condições a herança pertence à mãe do falecido quando esta não deixa filho. Em segundo lugar, o imame Hasan al-Askari recorreu a um estratagema para obscurecer a questão e distrair a atenção. Algum tempo antes de sua morte em 874, ele permitiu que se espalhasse o boato de que seu servo Ṣaqil estava grávida de seu filho. Informantes do califa al-Moʿtamed (r. 870-92) observaram de perto as atividades do imame, que foi mantido sob vigilância no campo militar de Samarra. Quando, após uma doença grave, a morte do Imã parecia inevitável, o califa despachou os seus homens de confiança para o local. Após a morte do décimo primeiro imame, seu servo foi preso para observação. Durante o ano que se seguiu, ela não apresentou sinais de gravidez e foi liberada e prontamente esquecida. O califa e sua comitiva ficaram então convencidos de que o falecido décimo primeiro imã não deixou descendentes. Segundo os autores Imami, a providência divina foi cumprida. O décimo segundo imame, o Salvador esperado, foi assim salvo e cresceu escondido. 
O outro ponto digno de atenção é a comparação frequente entre o nascimento do Imamita Mádi e o nascimento de Moisés, e a semelhança das circunstâncias que tanto Narjis quanto a mãe de Moisés tiveram que enfrentar. Os Imamitas relatam que tanto Moisés como o Mádi tinham medo de serem mortos pelos governantes do seu tempo, porque os governantes estavam cientes de que o surgimento destes dois poria fim ao seu governo. Como resultado, Deus, que tem presciência dos eventos que viriam, fez provisão especial no caso de suas mães, para que nenhuma delas, embora tivesse concebido a criança, deveria ter quaisquer sinais visíveis de concepção até o momento em que a criança nascesse.  A história do doze mádis é lindamente contada na hagiografia imamita. Ibne Babuia relata o relato sob a autoridade de Hakima, que ocupa um lugar muito decisivo como aquele que relatou o nascimento do décimo segundo imame. 
A outra comparação frequente é entre a capacidade do décimo segundo imame de falar quando era apenas uma criança, com a de Jesus, conforme relatado no Alcorão (19:30); como ambos eram hujja de Deus, falavam com a autoridade de homens adultos.  Conta-se uma tradição de que um associado muito próximo de al-'Askari, chamado Ahmad b. Ishaq perguntou ao imame, após o nascimento do décimo segundo imame, como ele poderia ter certeza de que a criança era o imame depois dele ou, como ele diz, "Qual é o sinal para colocar minha mente em paz?" Com isso, o menino começou a dizer: "Eu sou Baqiyyat Allah (o Último de Deus) na terra e Seu vingador contra Seus inimigos."94 Assim como Jesus deveria realizar sinais, provando através de milagres sua missão profética, o Mádi dos Doze também deu a prova de seu Imamato da mesma maneira. Ambos sendo hujja, afirmam os Imamitas, eram dotados de poderes semelhantes de realizar milagres. 
Do oitavo ao décimo segundo imame, que a maioria dos xiitas acredita ser o prometido Mádi, não ocorreu nenhuma divisão de qualquer importância dentro do xiismo. Mesmo que certos eventos ocorressem na forma de divisão, eles duraram apenas alguns dias e se dissolveram por si mesmos. Por exemplo, Ja'far, filho do décimo imame, afirmou ser imame após a morte de seu irmão, o décimo primeiro imame. Um grupo de pessoas o seguiu, mas se dispersou em poucos dias e o próprio Ja'far não seguiu mais sua reivindicação.  O ponto de vista moderno do Imamita é que a discussão sobre Mádi, doze imames, Qaim da família de Maomé e o ocultismo tem sido discutida desde a época do Profeta e como diz Muhammad Hossein Tabatabai, Existem numerosos hadiths citados em fontes sunitas e xiitas do Sagrado Profeta e dos Imames sobre a aparência do Mádi, tais como que ele é da descendência do Profeta e que sua aparência permitirá que a sociedade humana alcance a verdadeira perfeição e a plena realização da vida espiritual. Além disso, existem inúmeras outras tradições relativas ao fato de o Mádi ser filho do décimo primeiro imame, Hasan al-’Askari. Eles concordam que depois de nascer e passar por uma longa ocultação o Mádi aparecerá novamente, enchendo de justiça o mundo que foi corrompido pela injustiça e pela iniqüidade. 
A aparição milagrosa do Mádi no Hajj é outra característica do Imamite Mádi.  Meca não é apenas o lugar onde seu qiyam (ascensão) começará no Fim dos Tempos, mas também (como muitos xiitas acreditam) sua residência. Uma rara tradição narra que o Sahib al-zaman (o Mestre da Era) tem uma casa especial chamada bayt al-hamd (a casa da louvação), na qual uma lâmpada brilhante arde desde o seu nascimento até o dia em que ele ressuscitará com a espada.  Outra tradição faz com que seu lar seja em algum lugar nas montanhas entre Meca e Ta'if. Onde quer que seja sua casa, os xiitas afirmam que ele vem todos os anos em peregrinação a Meca. 

### gaibat (ocultação)
gaibat, termo usado pelos xiitas para se referir à ocultação do Imã Oculto.  Do ponto de vista dos xiitas, o período do Imamato de Mádi é dividido em dois períodos de Ocultação (gaibat) e aparecimento. A ocultação do décimo segundo imame ocorre em duas ocasiões. A ocultação menor (gaibat-i sughra) que começou em 260/872 e terminou em 329/939, durou cerca de setenta anos, durante a qual o imame oculto teve quatro representantes, ou na'ib, por sua vez, através dos quais seus xiitas puderam para se comunicar com ele. Numa última carta, ele ordenou ao último deles, 'Ali al-Samarri, que não escolhesse um sucessor, pois agora o tempo da Grande Ocultação (al-gaibah al-kubra) havia chegado. As últimas palavras de seu último na'ib (falecido em 329/939) foram: 'De agora em diante, este é assunto somente de Deus'. Este foi o início da história secreta do décimo segundo imame.  )
A ocultação ou gaiba do imame messiânico era a crença central na doutrina do Mádi. Na verdade, foi um corolário direto da crença no fim da linhagem dos Imames huceínidas com o décimo segundo Imame al-Qa'im, que exigiu a manutenção do princípio de que o último Imame estava vivo, uma vez que a humanidade não pode permanecer sem o hujja de Deus. Mas sua vida estava em perigo e, portanto, para sua própria proteção, ele teve de permanecer escondido. O atraso no estabelecimento de "justiça e equidade" por parte do Qa'im Almadi melhorou enormemente a evolução da já conhecida ideia do gaibah. Há poucos motivos para desacreditar a tese imamita sobre as intoleráveis perseguições abássidas aos imames álidas durante o período de Samarra, que obrigaram o último imame a entrar na ocultação. Mas, além desta tese, pode-se detectar o factor subjacente que contribuiu para o desenvolvimento da ideia de gaibah desde os primeiros dias da história xiita, nomeadamente, que quando a situação estava fora do controlo daqueles que exigiam o governo islâmico de justiça, como foi o caso durante e após o período Samarra do califado abássida, a crença na gaibah do imame e no seu eventual regresso (raj'a) num momento favorável ajudou os xiitas a suportar em circunstâncias difíceis e a esperar por reformas enquanto se aguarda o regresso do Mádi. 
No final do reinado de al-Mu'tamid (25679/87092), a futilidade de ganhar ascendência por meios radicais tornou-se clara para os xiitas. Em consequência, a crença na gaiba de al-Qa'im exerceu uma atracção óbvia para aqueles que agora aguardavam com expectativa a ocorrência dos acontecimentos prometidos que acompanhariam o surgimento do imame oculto, que ajustariam as actuais circunstâncias históricas insuportáveis em favor do oprimidos que permaneceram leais ao imame.  Tal expectativa messiânica, consequentemente, não exigia que os xiitas se opusessem activamente ao sistema; em vez disso, eles foram obrigados a permanecer alertas em todos os momentos e preparar o caminho para a vinda do Mádi, reavaliando constantemente a vida histórica contemporânea, com base nas tradições apocalípticas que relataram os sinais relativos ao reaparecimento do imame. 

#### Doutrina do gaiba
Ao estudar a evolução da doutrina do gaiba, os primeiros juristas imamitas antes de al-Mufīd (336-414/947-1023) dependem muito das tradições proféticas e da interpretação dos versos do Alcorão relacionados com a autoridade dos Imames. a fim de reivindicar o Imamato do décimo segundo Imame Oculto.  Entre os juristas imamitas que podem ser considerados representantes da abordagem tradicionalista do problema da gaiba estão al-Nu'mani (falecido em 360/97071), o autor de Kitab al-gaiba, e ibne Babuia (falecido em 381/99192), cujo Kamal al-din wa tamam al-ni'ma continua sendo a obra abrangente sobre o assunto do décimo segundo imame e seu gaiba.  período de Ocultação Menor, compreendeu sem dúvida o período mais difícil e crítico da história do Xiismo Imamita, criando assim um caos doutrinário total na comunidade Xiita Imamita, particularmente na Mesopotâmia. Isso resultou, por sua vez, em conflitos internos, muitas deserções e conversões, e no surgimento de numerosos grupos dissidentes e subseitas. (Modaressi-1) A reivindicação do Imamato do Hujja Oculto, que estava sob severo ataque tanto dos grupos xiitas não-imami quanto dos sunitas, precisava de métodos mais formidáveis do que a mera confiança em argumentos do Alcorão ou das tradições.  Esta consideração, ao que parece, forçou os estudiosos Imamitas a adotarem a teologia kalam), na forma Mu'tazili, para fundamentar suas afirmações sobre a necessidade do Imamato e a existência do décimo segundo Imame na ocultação.  A lista dos grandes nomes antigos da teologia imamita é encabeçada por al-Mufid e seu erudito aluno al-Sharif al-Murtaza (falecido em 436/1044-45). Al-Sharif al-Murtada compôs um dos principais obras sobre o Imamato intituladas al-Shafi fi al-imama (A resposta inequívoca sobre o Imamato) em resposta à refutação da posição do Imamita sobre a questão da necessidade do Imamato. 
Embora vários grandes estudiosos imamitas tenham escrito suas exposições teológicas da doutrina de gaiba durante os anos entre o fim da Breve Ocultação (940) e a ocupação seljúcida de Baguedade (1055), é difícil determinar precisamente sob quais teólogos imamitas o a doutrina em questão encontrou sua completa sistematização. Tanto o muhaddithun como o mutakallimun defenderam a posição imamita, mas na verdade foi Tusi cujos esforços na sistematização e reivindicação desta doutrina específica provaram ser mais frutíferos. A principal característica da sua abordagem a este problema é a mistura das defesas tradicionalistas e teológicas do gaiba. 

#### A visão Tradicionista do gaiba
As primeiras fontes imamitas afirmam que o décimo segundo imame entrou em ocultação a partir do ano 260/873-74, ano em que seu pai al-'Askari morreu. Mas Tusi11 e antes dele Almufide têm uma opinião diferente, nomeadamente, que a ocultação começou desde os primeiros dias do nascimento de al-Qaim – ou no terceiro ou no sétimo dia, como diz o relatório.  A elucidação mais antiga do termo gaiba aparece em Kamal al-din de ibne Babuia. Antes de ibne Babuia, seria de esperar que al-Kulayni lançasse luz sobre o sentido em que o termo gaiba deve ser interpretado; mas o seu al-Kafi permanece em silêncio sobre este assunto. Parece que a interpretação de gaiba por ibne Babuia tornou-se a explicação oficial dos escritores imamitas posteriores, porque nenhuma mudança significativa foi introduzida nesta elucidação ao longo da história imamita. 
As duas formas de gaiba baseiam-se nas tradições, sem dúvida de origem posterior. A seção de Al-Kulayni sobre a gaiba do décimo segundo imame tem várias tradições, das quais a maioria relata apenas uma forma de gaiba para o imame antes de ele se levantar com a espada. Zurara b. A'yan, um dos eminentes discípulos de al-Sadiq e autor de várias obras xiitas importantes, relata que ouviu al-Sadiq dizer: "Haverá ocultação para aquela criança antes que ela ressuscite."  Al-Kulayni menciona a seguinte tradição sobre duas formas de gaiba, relatada pela autoridade do sexto imame, al-Sadiq: “Para o Qa'im existem duas formas de gaiba; em um deles ele estará presente durante o Hajj. Ele verá o povo, mas eles não o verão”.  As duas ocultações nesta tradição não indicam a duração. Isto sugere outro facto, nomeadamente, que até aos dias de al-Kulayni, que morreu no final da chamada Ocultação Curta (329/94041), as duas formas de gaiba não estavam divididas em sughra (Menor) e kubra (Maior), como aconteceu muito mais tarde. Nenhuma das primeiras fontes usa esses dois termos sughra e kubra para as duas ocultações.  Os Xiitas claramente esperavam que o imame Almadi se manifestasse em pouco tempo e que o cargo do Imamato e a ordem dos Imames continuassem seus cursos normais e naturais. Um boato contemporâneo sugeria que ele teria que permanecer escondido por seis dias ou seis meses, com uma possibilidade máxima de seis anos, antes que as circunstâncias lhe permitissem emergir sem medo de danos. (Modaressi-2) Em um lugar, ibne Babuia relata seu encontro com um homem em Baguedade que reclamou com ele que o gaiba havia se prolongado e a confusão insuportável fez com que muitos xiitas se afastassem do Imamato do décimo segundo Imame por causa de a longa ocultação.  no início, não estava muito claro qual dos dois gaiba duraria mais; mais tarde, os juristas imamitas estabeleceram que a segunda forma de gaiba também será a mais longa, pois durante esta gaiba se dirá que o imame morreu. 

#### racionalização da ideia de gaibah
Abu Sahl Nawbakhti e Ebn Qeba Razi, um importante teólogo primitivo, sugeriram que a ideia só poderia ser desapocaliptizada com a ajuda de uma teologia da ocultação. A estratégia escolhida por eles foi, portanto, encontrar uma solução teológica que conjugasse a discussão racional da ocultação com a natureza do imamato, em vez de apresentar tradições para prová-lo. A lógica do argumento teológico teve a vantagem de explicar a ocultação em termos da natureza do imamato e, assim, estabelecer a necessidade da ocultação. Os primeiros tratados teológicos sobre a gaibah apareceram cerca de trinta anos após a morte do décimo primeiro imame. Numa série de debates polémicos com os oponentes do Xiismo Imami, Ebn Qeba insistiu que a ocultação do imame era a conclusão lógica da doutrina do imamato. No Ketāb al-tanbīh, cuja conclusão foi preservada, Abu Sahl Nawbakhti argumentou de forma semelhante que, assim como a ausência de um profeta não invalida nem o seu ensino religioso nem as suas decisões legais, a ausência do imame não prejudica a validade de qualquer um deles. religião ou da lei. A ocultação do imame não afecta a validade da religião e da lei, tal como a ausência do profeta. 

### A Ocultação Completa (al-gaibat al-kubra)
A preocupação dos teólogos imamitas nesta época era justificar o atraso na ascensão do décimo segundo imame como o Qa'im da família do Profeta. A representação dos Quatro Agentes decidiu mais ou menos o curso da história Imamita. No final de 329/94041, com o aparecimento de Usul al-Kafi de al-Kulayni, é evidente que o desenvolvimento doutrinário da escola imamita atingiu o seu ápice. Mas a questão da gaiba prolongada, além do tempo de vida de uma pessoa comum, deixou perplexas as bases dos Imamitas.  A explicação de que o imame não teve mediadores durante a segunda ocultação indica o desconforto sentido pelos líderes xiitas na sua tentativa de avançar uma vida mais longa do que o normal para o imame, que não conseguia comunicar com os seus seguidores. através de seus representantes pessoais.  Assim, a Ocultação Completa foi o período de dificuldades para os Xiitas, que estavam sendo testados, peneirados e purificados, até que o assunto se tornasse claro para eles; isso aparentemente ocorrerá com o surgimento do imame.  ibne Babuia, que escreveu seu trabalho sobre a gaiba durante este período, relata na seção de abertura do livro que as dúvidas dos xiitas em relação à gaiba do décimo segundo imame o estimularam a compor uma obra em qual o assunto da gaiba seria tratado na íntegra. O vácuo criado pelo fim do mandato especial (al-niyabat alkhassa) do imame foi de alguma forma preenchido pelos juristas imamitas, que permaneceram os únicos líderes dos xiitas durante a Ocultação Completa. 

## Reaparecimento, revolta e formação do governo mundial

### O Retorno do Mádi
Nas diferentes religiões que governam o mundo como o Hinduísmo, o Budismo, o Judaísmo, o Cristianismo, o Zoroastrismo e o Islamismo há referências a uma pessoa que virá como o salvador da humanidade. Estas religiões geralmente dão boas novas de sua vinda, embora haja naturalmente certas diferenças nos detalhes que podem ser discernidas quando esses ensinamentos são comparados cuidadosamente. O hadith do Sagrado Profeta com o qual todos os muçulmanos concordam, “O Mádi é da minha descendência”, refere-se a esta mesma verdade. )
O retorno do Mádi, o messias islâmico, depois de uma longa gaiba, foi um corolário direto da doutrina da gaiba. A ocultação, por mais prolongada que fosse, ainda era um estado temporário para o décimo segundo imame escolhido por Deus, a fim de consolidar a sua posição antes de ascender como restaurador da pureza islâmica. Como consequência, desde o início, a discussão sobre o retorno do Mádi foi parte integrante da doutrina do gaiba. O papel messiânico do imame foi enfatizado no seu regresso, quando o verdadeiro domínio islâmico seria estabelecido.  Os termos usados com mais frequência para o reaparecimento do Mádi nas primeiras obras são qiyam (ascensão), zuhur (aparecimento, emergência) e khuruj (surgimento).  Tendo em conta as esperanças quiliásticas dos xiitas, que tinham cessado de tentar uma acção política imediata e directa, era óbvio que se esperava que o messiânico imame al-Qa'im "se levantasse" para preencher o mundo com justiça e equidade. 

#### A ascensão (qiyam) do Mádi
A tradição da ascensão do Mádi cresceu e desenvolveu-se com a desintegração do califado, tanto omíada como 'abássida, e o florescimento e o desapontamento das esperanças sucessivas que os xiitas alimentaram para o estabelecimento do governo ideal. A opressão dos califas e dos seus administradores acrescentou muito aos acontecimentos sombrios preditos nas tradições apocalípticas. Por outro lado, a incapacidade de vários líderes xiitas de cumprir o papel que reivindicavam como Mádi proporcionou novos detalhes e características ao prometido (al-maw'ud) Mádi.  A impaciência dos xiitas na sua expectativa da ascensão do Mádi é bem atestada em todas as fontes antigas.  O desmoronamento do califado 'Abássida foi tomado como o sinal do reaparecimento do imame, e muitos outros eventos que ocorreram naquela época foram identificados com as vagas profecias e tradições transmitidas pelos Imames sobre os dias anteriores ao Mádi aparecerá. Nessas circunstâncias, a maioria dos autores imamitas que escreveram sobre a gaiba do décimo segundo imame também incluíram um ou dois capítulos apocalípticos no final de suas obras.  A ascensão do imame foi descrita em numerosas tradições desde os primeiros tempos da história imamita, e os sinais ali relatados, como mencionado acima, abrangeram a situação tumultuada contemporânea na forma de profecia. Consequentemente, os adeptos do imame interpretaram o momento da ascensão como sendo um futuro próximo.  Em algumas tradições atribuídas a al-Baqir, foi especificado o número de anos que deveriam decorrer antes do surgimento do Mádi. Por exemplo, um associado próximo de al-Baqir chamado Abu Hamza Thabit b. Dinar relembrou na presença deste imame o que 'Ali havia dito sobre o fim do período de provação para os xiitas após setenta anos, que seria seguido por um período de tranquilidade e conforto. Abu Hamza reclamou que o período havia decorrido sem que a profecia fosse cumprida. Al-Baqir explicou:
 “Ó Thabit, Deus, o Exaltado, estabeleceu um tempo para os setenta anos. Mas quando al-Husayn foi morto, a ira de Deus sobre os habitantes da terra tornou-se mais severa e esse período foi adiado para cento e quarenta anos. Havíamos informado vocês [nossos colaboradores mais próximos] sobre isso, mas vocês revelaram o segredo. Agora, Deus atrasou [o aparecimento do Mádi] por um período adicional para o qual Ele não fixou nenhum tempo nem nos informou sobre isso, uma vez que [Ele diz no Alcorão]: 'Deus apaga e estabelece tudo o que Ele vai; e com Ele está a essência do Livro.'" 
Como resultado do adiamento que pode ocorrer até que as condições mudem para concretizar a vitória do décimo segundo imame, foi proibido fixar o momento da ascensão do Mádi e aqueles que o fizeram (al-waqqatun) foram declarados mentirosos. No entanto, entre esses relatos havia relatórios que descreviam os eventos que aconteceriam no futuro, e estes formaram o assunto das seções que tratavam dos sinais universais (al-'alamat al-ka'ina) do Mádi. ascender.  Consequentemente, os sinais do zuhur relatados na forma de visão apocalíptica tornaram-se uma fonte de consolo para os Imamitas, e cada geração, tendo conhecido estes através da literatura disponível para eles, esperava que o qiyam (ascensão) ocorresse. lugar durante sua vida.  Apesar da proibição de fixar o surgimento de Almadi em um determinado momento, muitos relatos relatavam o dia em que o Mádi apareceria. Como consequência, muitas tradições relatam vários dias do ano, de acordo com o seu significado na piedade xiita, quando o zuhur acontecerá. O dia mais citado em todas as fontes xiitas é o décimo de Muharram, o dia de 'Ashura, que cairia em um sábado, em um dos anos ímpares do calendário hijra. A 'Ashura' ocupa uma posição significativa na história xiita, bem como na sua piedade. O martírio de al-Husayn neste dia, no ano 680, representa o clímax do sofrimento e da paixão xiita. 

#### Sinais (al-'alamat al-ka'ina) da ascensão do Mádi
A futura vinda do Mádi é o assunto mais frequente das previsões do Profeta, de Fāṭema e dos primeiros onze imãs; capítulos inteiros são dedicados a ele nas fontes. Essas previsões envolvem essencialmente sinais (ʿalāmāt) alertando sobre o aparecimento do salvador, bem como os atos e eventos que acompanharão a ascensão (qīām) deste último. As tradições não estão todas de acordo quanto aos sinais, divididos entre “inevitáveis” (maḥtūma) e “condicionais” (moštaraṭa, ou seja, aqueles que podem ser alterados ou suprimidos por decisão divina). Entre a infinidade de sinais mencionados, porém, vários são constantes; podem ser divididos em duas categorias, signos de ordem geral ou universal e signos específicos. 
O principal precursor universal da ascensão será a invasão geral da Terra pelo mal, o esmagamento das forças da luz pelas das sombras, exigindo algum tipo de manifestação do salvador escatológico se toda a humanidade não quiser ser engolida pelo mal, de onde a fórmula sagrada frequentemente citada “O Mádi surgirá no fim dos tempos e encherá a terra de justiça, como antes estava cheia de opressão e injustiça. A partir das “visões premonitórias” (malāḥem) dos imãs, fica claro que o mundo imediatamente antes do advento do Qāʾem será caracterizado por uma perda do sentido do sagrado, pela aniquilação de tudo o que liga o homem a Deus e ao próximo, uma ausência geral de preceitos religiosos e obrigações morais e a confusão de valores humanos. Neste cenário sombrio, os xiitas não têm destino melhor do que outros; apenas uma pequena minoria, “os fiéis” (al-moʾmenūn), isto é, os verdadeiros iniciados nos ensinamentos dos Imames, serão poupados da captura pelo mal. 
Um grande número de “sinais especiais” anunciando a manifestação do Mádi também são enumerados nas fontes. Cinco deles (al-ʿalāmāt al-ḵams) ocorrem com particular frequência: a chegada durante o mês de Rajab de Sofyānī, que assumirá o comando do exército dos “inimigos” dos Imames e conquistará várias províncias (muitas vezes na Síria) antes de ser morto pelo Qāʾem   ; o advento do Yamānī, que aparecerá no Iêmen e pregará apoio ao Qāʾem (e às vezes se oporá a Sofyānī)   ; o grito sobrenatural (ṣayḥa, nedāʾ) dos céus convocando os homens a defenderem a causa do imame (às vezes também outro grito que surgirá da terra convidando os homens a se juntarem às fileiras do inimigo do Imam)   ; a deglutição (ḵasf) num deserto (muitas vezes localizado entre Meca e Medina) de um exército composto pelos inimigos do imame (às vezes dito ter sido enviado por Sofyānī)   ; e assassinato pelos habitantes de Meca da Alma ou da Alma Pura (al-Nafs, al-Nafs al-Zakīya), o mensageiro enviado pelo imame a Meca.  

## A visão de outras escolas islâmicas
al-Mádi “o bem guiado” é o nome do restaurador da religião e da justiça que, de acordo com uma crença muçulmana amplamente difundida, governará antes do fim do mundo. 

### Sunita
Os sunitas esperam que o Mádi seja o último califa do Profeta.  Apesar do apoio da crença no Mádi por alguns tradicionalistas e sufis proeminentes, ele nunca se tornou uma parte essencial da doutrina religiosa Sumini. Os credos sunitas mencionam isso, mas raramente. Muitos estudiosos famosos como Algazali evitaram discutir o assunto. Esta atitude foi muitas vezes provavelmente menos motivada por dúvidas relativas à veracidade da crença do que pelo medo de encorajar movimentos politicamente perturbadores na comunidade muçulmana. A crítica aberta à crença, como a de ibne Caldune (falecido em 1405), que, em seu Muqaddima, comprometeu-se a refutar a autenticidade de todos os hádices relativos ao Mádi, foi excepcional.  Ibne Caldune, no seu Muqaddima, resumiu a posição sunita sobre a questão do futuro restaurador da fé nos seguintes termos:
É bem conhecido (e geralmente aceito) por todos os muçulmanos em todas as épocas, que no final dos tempos um homem da família (do Profeta) aparecerá sem falta, alguém que fortalecerá o Islã e fará a justiça triunfar. Os muçulmanos irão segui-lo e ele ganhará o domínio sobre o reino muçulmano. Ele será chamado de Mádi. Seguindo-o, o Anticristo aparecerá, juntamente com todos os sinais subsequentes da Hora (o Dia do Juízo), conforme estabelecido nas (sãs tradições do Sahih [coleções autorizadas dos ditos proféticos reconhecidos pelos sunitas]. 
Embora ausentes dos Sahihs de Maomé Albucari e Muslim ibne Alhajaje, as tradições Mádi contidas nas coleções canônicas de hádices sunitas de Abu Daúde, Atirmidi, ibne Maja e Anaçai, bem como no Musnade de ibne Hambal eram, no entanto, numerosos o suficiente para fornecer uma base sólida para a crença popular no Mádi. 
Ao contrário do Islã Sunita, entretanto, a crença no Mádi da linhagem do profeta é central para o Islã Xiita, em geral, e para o Twelver Shia, em particular, onde Mádi é identificado com o décimo segundo Imam.  Em particular, Moojan Momen lista vários sinais antes do advento do Mádi que são comuns às crenças sunitas e xiitas. 
De acordo com Madelung, em meados do século 7/13, vários estudiosos sunitas apoiaram a crença dos Imami de que o Décimo Segundo Imã era o Mádi Esperado. 
Em 648/1250-1, o tradicionalista sírio Shāfiʿī Muhammad b. Yusuf al-Gandjī al-Ḳurashī, mais tarde (658/1260) assassinado em Damasco por cooperação com os conquistadores mongóis, compôs um Kitab al-Bayān fī akh bār ṣāḥib al-zaman no qual ele provou o Mahdīship do Décimo Segundo Imam confiando exclusivamente nas tradições sunitas. 
Em 650/1252 Kamāl al-Din Muhammad b. Talha al-ʿAdawī al-Niṣībīnī, um estudioso Shāfiʿī e ex-vizir do Arṭuḳid al-Malik al-Saʿīd de Mārdīn, completou em Aleppo seu Maṭālib al-suʾūl fī manāḳib āl al-rasul, no qual apoiou o imamato dos Doze Imames e respondeu às objeções sunitas à crença de que o Décimo Segundo Imame era o Mádi. 
O Sib Ibn al-Jawzi, pouco antes de sua morte em 654/1256 em Damasco, escreveu seu Tadhkirat khawāṣṣ al-umma fi-dhikr khaṣāʾiṣ al-aʾimma reunindo relatórios de fontes sunitas sobre as virtudes de Ali e seus descendentes, especialmente os Doze Imames, e ao final afirmou que o Décimo Segundo Imame era o Senhor do Tempo, o Esperado Ḳāʾim e Mádi. Em apoio, ele citou o seguinte hadith, chamando-o de bem conhecido (Mashhour): “O Mensageiro de Deus disse: 'No final dos tempos, surgirá um homem de meus descendentes cujo nome é como o meu e cujo kunya é como meu kunya. Ele encherá a terra de justiça como ela estava cheia de injustiça. Esse é o Mádi’”. Assim, ele evitou uma das principais objeções sunitas ao Mahdīship do Décimo Segundo Imame. 

### sufi
Uma doutrina sufi sobre o Mádi foi exposta por Ibn al-'Arabī no capítulo 366 de seu al-Futūḥāt al-Makkiyya. Ele descreveu o esperado Mádi, um descendente de al-Hasan, como o Selo dos Santos (khatm al-awṣiya'), assim como Maomé foi o Selo dos Profetas. O Mádi imporia a lei do Islão com a espada e Jesus seria um dos seus wazirs. Ele seria infalível em seu ijtihad sem depender de analogias jurídicas (ķiyās), e os fukaha' das escolas seriam seus oponentes, enquanto os santos sufis seriam seus apoiadores naturais. Essas opiniões foram posteriormente elaboradas nos círculos sufis, dependendo do pensamento de Ibn al-'Arabi. Uma doutrina sufi diferente, amplamente refutada por 'Ali al-Kārī, foi a do Shaykh indiano 'Abd Allah al-Hindī Makhdum al-Mulk, que ensinou que tanto o Mádi quanto Jesus aplicariam a doutrina legal de Abū Ḥanīfa. Esta visão ainda era propagada por um shaykh Hanafi em Medina, na época de al-Barazandjī, que conseguiu desacreditá-lo. ‘Ali al-Ķārī também censurou a doutrina do Mádiyya, que acreditava que seu antigo shaykh, que havia morrido no Khurasan, tinha sido o Mádi e considerou todos os muçulmanos que negavam essa afirmação como infiéis. 
Apoio adicional ao Mahdīship do Décimo Segundo Imame veio dos círculos sufis. Já Abu Bakr al-Bayhaķī (falecido em 458/1066) havia notado que alguns gnósticos sufis (djamā’a min ahl al-kashf) concordavam com a doutrina Imami sobre a identidade do Mádi e seu gaiba. O persa Ṣufi Șadr al-Dīn Ibrāhīm al-Ḥammūyī (final do século 7/13) apoiou a doutrina Imami sobre o Mádi em seu Farā'id al-simṭayn. O sufi egípcio al-Sha'rānī, embora geralmente não mostre simpatia pelo xiismo. afirmou em seu al-Yawāķīt wa 'l-djawāhir (escrito em 958/1551) que o Mádi era filho do Imām al-Ḥasan al-'Askarī nascido no ano 255/869 e permaneceria vivo até seu encontro com Jesus. Seu advento poderia ser esperado após o ano 1030/1621. Ele baseou sua afirmação no testemunho do sufi Shaykh Ḥasan al-'Irāķī, que afirmou ter conhecido o Mádi, e em uma citação espúria do al-Futūḥāt al-Makkiyya de Ibn al-'Arabī identificando o Mádi Esperado com o Décimo Segundo Imam. Esta citação de Ibn al-'Arabi foi observada e aceita tanto por estudiosos Imami quanto por estudiosos sunitas. O egípcio Shaykh al-Ṣabban (falecido em 1206/1792), em seu Is'āf al-rāghibīn fi sirat al-Muṣṭafă wa-fada'il ahl baytih al-ṭāhirin, censurou Ibn al-'Arabi por apoiar tal visão contra a evidência clara das tradições aceitas pelos estudiosos sunitas. 

## Levantamento das Fontes

### Livros sobre a questão do gaiba
Na verdade, é uma ideia antiga na história imamita que um Imam da descendência do Profeta se escondesse para se preparar para o dia em que ressuscitaria sob o título de al-Qa’im al-Mádi e encheria o mundo de justiça. A ocultação (al-gaiba) foi considerada um sinal do verdadeiro al-Qa’im al-Mádi e antes e depois da ocultação do Décimo Segundo Imame em 260/874. 
Muitos escritores xiitas recolheram tradições atribuídas ao Profeta e aos Imames relativamente a esta questão. Estas tradições foram usadas por muitos grupos xiitas para apoiar as reivindicações dos seus líderes que aspiravam ao poder adoptando o título de al-Qa’im al-Mádi. 
Antes de 260/874, eles eram usados até mesmo por alguns Imamitas como evidência de que um ou outro de seus Imames falecidos era de fato al-Qa’im al-Mádi. Finalmente, as mesmas tradições foram usadas pelos Imamitas para apoiar as suas afirmações de que o Décimo Segundo Imame era o próprio al-Qa’im al-Mádi. Essas obras sobre o tema gaiba podem ser divididas em três grupos com base nas datas de sua autoria. 

#### Livros sobre a questão da ocultação escritos antes de 260/874
Os estudiosos imamitas escreveram cerca de quatrocentos livros (al-Usul al Arba'mi'a) durante a vida dos primeiros onze Imames. Alguns deles tratavam do assunto da ocultação do Imam, registrando tradições sob a autoridade do Profeta e dos Imames prevendo que um Imam entraria em ocultação. 
Estas tradições, no entanto, não nomeavam o Imam nem fixavam a hora em que a sua ocultação começaria. A ambiguidade destas tradições encorajou muitos xiitas a aplicá-las a diferentes Imames. Conseqüentemente, a seita Waqifa sustentava que Musa al-Kazim, o sétimo Imam, era o Imam oculto, enquanto al-Imamiyya al-Qat'iyya e al-zaiditayya al-Jarudiyya sustentavam que o Imam oculto seria o Décimo Segundo, mas não o identificaram. ele pelo nome. 
Apesar do facto de a grande maioria destes primeiros trabalhos não existirem, parece que durante os séculos IV e V os autores imamitas basearam os seus trabalhos relativos a al-gaiba nestes primeiros escritos. As obras a seguir são exemplos das visões waqifita, zaidita e imamita sobre este assunto. 

##### A Waqifa
1. Al-Anmati Ibrahim b. Salih al-Kufi, foi companheiro do quinto Imam, al-Baqir (falecido em 114/732). Ele escreveu um livro intitulado al gaiba que representa o ponto de vista Waqifita, embora a informação que ele deu tenha sido usada por estudiosos posteriores como Ahmad b. ‘Ali b. Nuh (falecido antes de 423/1031) e al-Tusi para apoiar a visão imamita. 
2. Al-Ta'i al-Tatari, 'Ali b. al-Hasan, era companheiro do sétimo Imam, al-Kazim (falecido em 183/799), a quem ele nomeou como o Imam oculto. Em defesa do seu ponto de vista, ele escreveu Kitab al-gaiba, que se tornou a estrutura para os trabalhos de autores waqifitas posteriores como Ibn Suma'a (falecido em 263/877) sobre esta questão. 
3. Al-Hasan b. Maomé b. Suma'a compôs um livro sobre al-gaiba, seguindo os passos de seu professor waqifita al-Ta'i al Tatari. 
No entanto, aqueles Imamitas que viveram durante o período de 260-329/874-940-1, como al-Hasan al-Saffar (falecido em 292/904) e al Kulayni (falecido em 329/940), usaram suas informações para apoiar sua afirmação de que o Imam oculto não era o sétimo Imam, mas o Décimo Segundo Imam. 

##### Os zaiditatas
Abu Said ‘Abbad b. Ya'qub al-Rawajini al-'Asfari (falecido em 250/864) foi um dos principais estudiosos da seita xiita al-zaiditayya alJarudiyya. Ele compilou um livro de tradições intitulado Kitab Abu Said al-Asfari. A importância desta obra é que seu autor cita uma tradição referente à ocultação pelo menos dez anos antes de sua ocorrência. 
Ele também menciona outras tradições que apontam para o fato de que o número dos Imames terminaria com o Décimo Segundo Imame e que ele seria al-Qa’im. Contudo, em contraste com os Imamitas, ele não menciona os nomes dos doze Imames. 
O trabalho de Al-’Asfari junto com os trabalhos de Sulaym b. Qays (falecido em 8090/699-707) e al-Hasan n. Mahbub al-Sarrad (falecido em 244/838) foi usado extensivamente por Imamitas como al-Kulayni (falecido em 329/941), al Nu'mani (falecido em 360/970) e al-Saduq (falecido em 380/991) para provar a existência do Décimo Segundo Imame e sua subsequente ocultação. 

##### Os Imamitas
1. Ali b. Mahzayar al-Ahwazi era um colaborador próximo do nono Imam, al-Jawad. Ele foi nomeado por este último como seu representante em al-Ahwaz e continuou no cargo durante o reinado do décimo Imam, al-Hadi. Ele escreveu dois livros, chamados Kitab al-Malahim e Kitab al-Qa’im, ambos tratando da ocultação do Imam e sua subsequente ascensão com a espada. 
Então, entre os anos 260/874 e 329/940, seus dois filhos Ibrahim e Muhammad tornaram-se os representantes autorizados do Décimo Segundo Imame em al-Ahwaz. É sob a sua autoridade que al-Kulayni e al-Saduq fornecem informações importantes sobre os métodos de comunicação empregados nas atividades subterrâneas dos Imamitas. 
2. Em seu trabalho sobre o tema al-gaiba chamado alMashyakha, al-Hasan b. Mahbub al-Sarrad (falecido em 224/838) registra várias anedotas que são frequentemente atribuídas aos Imames. Este trabalho foi perdido, mas várias citações dele estão incluídas nas fontes imamitas disponíveis. 
3. Al-Fadl b. Shadhan al-Nisaburi (falecido em 260/873) foi um conhecido estudioso imamita e garantiu a confiança e o elogio do décimo primeiro Imam. Ele também compilou um livro chamado al-gaiba, mas a maior parte de seu material parece ter sido citado do trabalho de al-Hasan b. Mahbub. Dado que al-Fadl morreu dois meses antes da morte do décimo primeiro Imame em 260/874, a importância do seu trabalho reside nas tradições que registou indicando que o Décimo Segundo Imame seria al-Qa'im. 
Muitos escritores posteriores, como al-Tusi, em seu próprio trabalho intitulado al-gaiba, confiaram no trabalho de al-Fadl. Baha al-Din al-Nili (falecido em 790/1388) também compilou uma obra intitulada al-gaiba resumindo o trabalho de al-Fadl. Apesar do fato de que o trabalho real de al-Fadl está perdido, as obras Kifayat al-Muhtadi fi Ma'rifat al-Mádi de Mirlawhi (d. século 12/18) e Kashf al-Astir de Mirza Husayn al-Nuri (d. .1320/1902) parecem ser cópias de sua obra. Portanto, não é irracional fazer uso destas fontes posteriores para os nossos propósitos atuais. 

#### B. Livros sobre a Questão dos gaiba escritos entre os anos 260-329/8'74-941
Durante os anos da curta ocultação (260-329/874-941), muitos livros refletindo diferentes pontos de vista foram compostos sobre a questão de al gaiba. Eram principalmente coleções de anedotas baseadas em obras escritas antes de 260/874. Seus autores eram juristas ou propagandistas e participaram das atividades da organização clandestina dos Imamitas liderada pelo próprio Décimo Segundo Imame. 
Assim, registraram informações importantes, que não podem ser encontradas em livros de história compilados no mesmo período. Em 262/876, Ibrahim n. Ishaq al-Nahawandi (falecido em 286/899) afirmou ser o representante do Décimo Segundo Imã em Baguedade.  Ele compôs um livro sobre os gaiba refletindo a visão dos extremistas (al-Ghulat). Mais tarde, al-Nu'mani (falecido em 360/970) usou extensivamente as informações de al-Nahawandi ao compor seu conhecido livro al-gaiba. 
‘Abd Allah b. Ja’far al-Himyari (falecido depois de 293/905) escreveu um livro intitulado al-gaiba wa-l-Hayra. A importância do seu trabalho reside no facto de ter sido um dos associados próximos do décimo e do décimo primeiro Imames e mais tarde se tornou o agente dos dois primeiros deputados (Saf'irs) do Décimo Segundo Imame. Infelizmente, esta obra e a obra chamada al-Imama wa-l-Tabsira min al-Hayra de Ibn Babawayh (falecido em 329/940) não existem. No entanto, o filho deste último, al-Saduq (falecido em 382/991) e al-Tusi (falecido em 460/1067) fez uso completo dessas obras. 
Al-Kulayni (falecido em 329/940) dedicou muito espaço na seção intitulada al-Hujja de seu livro al-Kafi à questão da ocultação. Ele respalda este estudo com informações importantes sobre a situação geral dos Imamitas entre os anos 260-329/874-940 com especial ênfase no papel dos Saf’irs do Imam neste período. Ele registrou muitas tradições atribuídas aos Imames a respeito da ocultação do Décimo Segundo Imame.  Ele citou esta informação dos primeiros autores waqifitas e imamitas, como al-Hasan b. Mahbub (falecido em 224/838), ‘Abbad b. Ya'qub al-'Asfari (falecido em 250/864) e al-Hasan b. Suma'a (falecido em 263/877). Além disso, os agentes do Décimo Segundo Imã foram a principal fonte de informações sobre as atividades clandestinas dos Imamitas. 

#### C. Livros sobre a questão dos gaiba escritos depois de 329/941
A ocorrência da segunda ocultação em 329/941 levou a um estado de confusão entre os Imamitas. Assim, várias obras foram compostas para justificar a ocultação do Décimo Segundo Imame e para explicar as razões do seu prolongamento. Cinco obras deste período podem ser consideradas a base para todas as opiniões imamitas posteriores sobre a ocultação. Como essas fontes primárias foram amplamente utilizadas neste livro, vale a pena avaliar com algum detalhe as informações que elas contêm. 
1. Al-Nu’mani, Muhammad b. Ibrahim b. Ja’far, conhecido como Ibn Abi Zaynab, era natural da cidade de Nu’maniyya, um dos distritos de Wasit. Ele se mudou para Baguedade, onde foi educado na transmissão de Hadith sob a supervisão de al-Kulayni (falecido em 329/940) e Ibn ‘Uqda (falecido em 333/944). Ele então foi para a Síria, onde morreu por volta do ano 360/970.  Devido à confusão que se espalhou entre os xiitas após a morte do décimo primeiro Imam, al-'Askari, no ano 260/874, al-Nu'mani escreveu um livro intitulado al-gaiba. Ele tentou provar a necessidade da ocultação do Décimo Segundo Imame, relacionando tradições sobre a autoridade do Profeta e dos Imames prevendo sua ocorrência. Ele adquiriu a maior parte de suas informações dos primeiros autores que escreveram sobre esse assunto, independentemente de seus pontos de vista doutrinários. 
Entre esses primeiros autores estão al-Hasan b. Mahbub, um imamita (falecido em 224/838), al Fadl b. Shadhan, um imamita (falecido em 260/873), al-Hasan n. Suma'a, um waqifita (falecido em 263/877), Ibrahim n. Ishaq al-Nahawandi, um extremista (falecido em 286/899), al-Kulayni, um imamita (falecido em 329/940), o conhecido jurista zaidita Ibn 'Uqda (falecido em 333/944) e al-Mas 'udi (falecido em 345/956).  A contribuição notável de Al-Nu'mani foi que ele foi o primeiro compilador depois de al-Mas'udi (falecido em 345/956) a dar uma interpretação das tradições atribuídas aos Imames por al-Kulayni, o que indicava que al-Qa' eu teria duas ocupações, a primeira curta e a segunda longa. Al-Nu'mani afirmou que a primeira ocultação foi o período dos quatro representantes do Décimo Segundo Imam, durando do ano 260/874 até o ano 329/940-1, e que a segunda começou após a morte do quarto Saf 'ir em 329/941. Algumas de suas observações refletem como a ocultação completa do Décimo Segundo Imã confundiu os Imamitas e causou uma diminuição maciça em seu número. Sua interpretação tornou-se a base para todos os trabalhos imamitas posteriores sobre este assunto. 
2. Maomé b. ‘Ali b. Babawayh, mais conhecido como al-Saduq (falecido em 381/991), escreveu um livro sobre a questão dos gaiba intitulado Kama'l al-Di'n wa Tamam al-Ni'ma. A informação contida neste trabalho é valiosa porque al-Saduq baseou-se nas fontes primárias xiitas (al-Usul) que foram compiladas antes de 260/874.  Assim, descobrimos que ele frequentemente se refere aos autores al-Hasan b. Mahbub, al-Fadl b. Shadhan, al-Hasan b. Suma'a, al-Saffar, alHimyari e seu próprio pai, Ibn Babawayh, que tinha laços estreitos com o terceiro e quarto Saf'irs do Décimo Segundo Imame. Como seu pai era um eminente jurista e agente do Imam em Qumm, al-Saduq foi capaz de fornecer informações confiáveis sobre as comunicações subterrâneas entre os agentes e o Imam através de seus quatro Saf'irs.  No entanto, um estudo da cadeia de transmissores (isnad) de alguns de seus relatórios sobre o nascimento do Décimo Segundo Imame indica que al-Saduq obteve suas informações de extremistas como Muhammad b. Bahr. Conseqüentemente, é preciso ter cuidado ao usar esses relatórios. 
3. Maomé b. Maomé b. al-Nu'man, conhecido como al-Mufid (falecido em 413/1022), foi ao mesmo tempo o líder dos Imamitas. Durante este tempo a questão da ocultação começou a penetrar nas discussões teológicas. Por isso, ele escreveu cinco artigos em defesa da ocultação do Décimo Segundo Imame e também compilou uma obra independente intitulada al-Fusul al-’Ashara fi al-gaiba. Apesar da abordagem dogmática desta obra, ela regista informações valiosas sobre as circunstâncias históricas que rodearam o desaparecimento do Décimo Segundo Imame antes de 260/874.  Al-Mufid também apresenta uma exposição semelhante à de al-Nawbakhti e Sa'd al-Qummi apresentando as quinze opiniões diferentes defendidas pelos Imamitas após 260/874. Al Mufid testemunhou o desaparecimento de todos os quinze grupos em 373/983, exceto os Doze que acreditavam que seu líder era o Décimo Segundo Imame e que ele estava escondido.  Em seu livro al-Irshad, al-Mufid segue o método empregado por al-Kulayni e alNu'mani na narração do Hadith, primeiro provando a existência do Décimo Segundo Imame e depois reivindicando o prolongamento de sua idade além do tempo de vida de uma pessoa comum. 
4. Depois de al-Mufid, seus dois eminentes alunos 'Ali b. al-Husayn, mais conhecido como al-Murtada (falecido em 436/1044), e Muhammad b. 'Ali al-Karajaki (falecido em 449/1057), seguiu sua abordagem racional em seus tratados sobre o prolongamento da ocultação do Décimo Segundo Imame. Esta abordagem é clara no artigo existente de al-Murtada que foi publicado em Baguedade em 1955 sob o título Masa'la wajiza fi al gaiba e traduzido para o inglês por Sachedina.  Em 427/1035, al Karajaki compilou uma obra intitulada al-Burhan ‘ala Sihhat Tul ‘Umr al Imam Sahib al-Zaman, na qual menciona muitas pessoas cujas idades foram prolongadas além do tempo de vida de uma pessoa comum. Seu objetivo era provar, como al-Saduq e al-Mufid antes dele, que o prolongamento da vida do Décimo Segundo Imame durante sua ocultação não era um fenômeno extraordinário.  Devido à abordagem dogmática destas duas obras, elas são desprovidas de qualquer informação histórica relativa à carreira real do Décimo Segundo Imame entre os anos 260-329/874-941. 
5. O conhecido estudioso imamita Muhammad b. al-Hasan al-Tusi (falecido em 460/1067) trata da questão do gaiba do Décimo Segundo Imame na maioria de suas obras dogmáticas. Mas o mais importante deles é Kitab al-gaiba, no qual ele faz uso da tradição e da razão para provar que o Décimo Segundo Imame era al-Qa’im al-Mádi e que ele deve estar em estado de ocultação. Através da sua refutação de outras reivindicações xiitas, que sustentavam que ‘Ali b. Abi Talib (falecido em 41/661), Ibn al-Hanafiyya (falecido em 84/703), al-Sadiq (falecido em 148/765), Muhammad b. Isma'il e al-Kazim (falecido em 183/799) eram al-Qa'im e estavam escondidos, ele sugere que as tradições relativas à ocultação remontam à época de 'Ali.  Al-Tusi também fornece informações históricas confiáveis sobre as atividades clandestinas dos quatro representantes do Décimo Segundo Imame, citando um livro desaparecido intitulado Akhbar al-Wukala' al Arba'a, de Ahmad b. Nuh al-Basri. O trabalho de Al-Tusi tornou-se a principal fonte para todos os escritores imamitas posteriores sobre a ocultação do Décimo Segundo Imame, particularmente al-Majlisi (falecido em 1111/1699) em sua obra Bihar al-Anwar. 
Um contemporâneo de al-Kulayni foi Abu al-Qasim al-Balkhi, um Mu'tazilita, que morreu por volta do ano 301/913. Ele sustentou que o décimo primeiro Imam morreu sem herdeiros e expressou essas opiniões em sua obra al-Mustarshid, que é uma refutação do livro al-Insaf de Ibn Qubba. Infelizmente, seu trabalho foi perdido. No entanto, a julgar pelas citações registradas no livro al-Mughni de al-Qadi 'Abd al-Jabbar (falecido em 415/1024), parece que al-Balkhi confiou em al-Hasan al-Nawbakhti (falecido em ca. 310). /922) para informações sobre as divisões entre os Imamitas após o ano 260/874. 
Quanto a al-Ash'ari (falecido em 324/935), ele dependia de al-Balkhi para obter informações sobre os imamitas. Na verdade, após a conversão de al-Ash'ari ao grupo de Ahl al-Hadith, que mais tarde seriam os sunitas, seus livros se tornaram a principal fonte para os escritores sunitas posteriores, como al Baghdadi (falecido em 429/1037) em seu obra al-Farq bayn al-Firaq, o escritor Ibn Hazm (falecido em 456/1063) em sua obra al-Fasl fi al-Milal wa-l-Ahwa' wa l-Nihal e mais tarde al-Shahristani (falecido em 548/ 1153) em sua obra al-Milal wa l-Nihal. No entanto, a informação contida nestes últimos trabalhos sobre os cismas imamitas após a morte de al-'Askari está tão distante da exposição original de al-Balkhi e al-Nawbakhti que é preciso ter cuidado ao confiar nela. 

#### 2. As Obras Biográficas
Entre as fontes primárias deste estudo estão os livros de al-Rijal, que tratam das biografias científicas dos narradores e compiladores de tradições, estimando o grau de sua autoridade e deduzindo sua confiabilidade a partir de suas inclinações dogmáticas e políticas. Os Imamitas compilaram quatro obras biográficas principais relacionadas com o domínio do presente estudo nos séculos IV-V/X-XI. 
1. O primeiro é Ma'rifat al-Naqilin ‘an al-A'imma al-Sadiqin, compilado por Muhammad b. ‘Umar al-Kashshi. Ele era natural da cidade de Kashsh, perto de Samarcanda, onde foi criado sob os auspícios do estudioso imamita Muhammad b. Mas'ud al Samarqandi e onde passou toda a sua vida. De acordo com al Tusi ele morreu em 368/978.  Al-Kashshi citou suas informações de cinquenta e três narradores, mas sua principal fonte foi ‘Ali b. Maomé b. Qutayba de Nishapur, que foi contemporâneo da curta ocultação e tinha laços estreitos com os agentes do Décimo Segundo Imame no Khurasan. Ibn Qutayba fornece informações importantes sobre a evolução da organização clandestina dos Imamitas (al-Wikala) após al-Sadiq (falecido em 148/765) e a razão por trás da ascensão dos grupos waqifitas após a morte do sétimo Imam em 183 /799.  O trabalho de Al-Kashshi tornou-se uma fonte importante para estudiosos imamitas posteriores como al-Tusi (falecido em 460/1067), que o resumiu e deu-lhe o título de Ikhtiyar Ma'rifat al-Rijal. 
2,3. As obras de Al-Tusi, al-Fihrist e al-Rijal, são dois dos quatro principais livros imamitas de al-Rijal. Ele cita diferentes cadeias de transmissores (isnad) considerados autênticos e nos permite descobrir as ligações entre os estudiosos imamitas e os agentes durante a curta ocultação. 
4. A quarta obra imamita sobre al-Rijal é o Fihrist Asma' Musannifi al-Shi'a, que foi escrito por Ahmad b. 'Ali al-Najashi (falecido em 450/1058), natural de Cufa. Ele recebeu sua educação xiita lá e depois mudou-se para Baguedade, onde foi um dos principais estudiosos imamitas junto com al-Murtada (falecido em 436/1044).  A sua residência nestas duas cidades permitiu-lhe estabelecer contacto próximo com quarenta e cinco estudiosos imamitas que tinham em sua posse documentos relativos ao período da curta ocultação. Estes documentos lançam luz sobre os diferentes níveis dentro da organização Imamita e fornecem informações úteis sobre trabalhos sobre o gaiba compilados antes e depois de 260/874. 
Al-Barqi (falecido em 278/891), em seu trabalho sobre al-Rijal, fornece relatos valiosos sobre a relação entre os Imames e seus seguidores, em particular o décimo e o décimo primeiro Imames, já que ele foi seu contemporâneo.  Apesar de o trabalho de al-Dhahabi (falecido em 748/1347) intitulado Mizan al-I'tidal ser uma fonte posterior, ele contém alguns relatórios que elucidam os antecedentes do gaiba e sua conexão com a ascensão de al-Qa 'eu sou.

#### 3. Os livros de história geral
Al-Tabari (falecido em 310/922) viveu durante os períodos de curta ocultação. A sua obra Tarikh al-Rusul wa-l-Muluk é desprovida de qualquer informação sobre as atividades dos representantes do Décimo Segundo Imame, o que aponta para o facto de as suas atividades serem clandestinas. Alternativamente, ele segue as actividades militantes de outros grupos xiitas como os Qaramita e os Ismaelitas até ao estabelecimento do seu estado em 296/908. Ele também traça o uso das tradições proféticas relativas a al-Qa’im al-Mádi por estes grupos na sua luta pelo poder durante o período da curta ocultação. 
Al-Mas'udi (falecido em 346/957) viveu durante o período da segunda ocultação e fornece informações importantes sobre o tratamento severo dispensado aos Imames e seus seguidores pelos 'Abássidas e o efeito desta política na ocorrência do gaiba. Isso pode ser encontrado em suas obras, Muruj al-Dhahab, al-Tanbah wa-l-Ishraf e Ithbat al-Wasiyya (atribuído a ele). 
Em sua obra al-Kamil fi al-Tarikh, Ibn al-Athir (falecido em 630/1232) fornece um relatório útil sobre os cismas entre os agentes do Décimo Segundo Imã e o papel dos extremistas nesses cismas, especialmente al-Shalmaghani. É possível que Ibn al-Athir cite suas informações de uma obra imamita intitulada Tarikh al-Imamiyya, de Yahya b. Abi Tay (falecido em 630/1232). Infelizmente, porém, este trabalho não existe. 
Muitas outras obras históricas e geográficas e livros de tradições também foram utilizados no presente estudo. Antes de serem empregados, eles foram considerados com o mesmo método crítico usado acima. 

## Crença no décimo segundo Imam ao longo da história e nas questões de hoje
O título Almadi, com suas implicações messiânicas, tornou-se uma característica proeminente do credo xiita no período subsequente à Breve Ocultação (873-945). É plausível sustentar que a ocultação prolongada do Imam foi um dos fatores que contribuiu para a interiorização da função de al Mádi, que se tornou al Mádi al-Muntazar (o Esperado) e Mádi Akhir al-zaman (dos Últimos Dias), especialmente quando, sob o califado, o estabelecimento de uma justiça verdadeiramente islâmica num futuro próximo se tornou impossível. Este desenvolvimento na doutrina Imamita do Imã Oculto foi o culminar dos esforços moderadores de Ja'far al-Sadiq iniciados em meados do século VIII.  A esperança na futura vinda do Imam tornou-se assim a força moderadora entre os Imamiyya, que adiaram qualquer ação política enquanto se aguardava o aparecimento do Esperado Mádi e Qa'im. A seguinte consideração dos títulos acima mencionados corroborará ainda mais o ponto de que os Imamitas foram testemunhas do pleno desenvolvimento do messianismo Twelver, o movimento politicamente quietista, que visava a existência pacífica dentro da comunidade muçulmana em geral, mantendo ao mesmo tempo a sua peculiaridade em relação ao Imamato, especialmente o Imamato do Hujja Oculto. 
Mohammad Hossein Tabatabaei escreve sobre os efeitos da crença no Imam ausente do ponto de vista xiita, a visão do aparecimento do Mádi está alinhada com o conceito de ressurreição, que é semelhante à crença na recompensa e punição das ações , que protege a vida espiritual dos muçulmanos. Acreditar na aparência do Mádi promete às pessoas que um dia o mundo humano finalmente alcançará a perfeição desejada, que é uma vida cheia de felicidade e prosperidade. (Tabatabaei-/)

### O 'Período Abássida (132/750-334/945)
De acordo com Kohlberg, embora as razões para o alegado desaparecimento do décimo segundo Imam num determinado momento da história do Xiismo possam nunca se tornar totalmente conhecidas, alguns pontos podem ser levantados com alguma certeza. Há, em primeiro lugar, provas que apoiam o argumento de Itna-'ashari de que as perseguições 'Abássidas se tornaram intoleráveis. A trégua concedida aos xiitas após o reinado de terror de Mutauaquil teve vida curta. Durante os reinados de al-Mu'tazz (252-5/866-9) e al-Mu'tamid (256-79/870-92), os Imames e seus seguidores mais uma vez se encontraram sob pressão crescente, e Itna- 'ashari afirma que a vida do Imam esteve frequentemente em perigo pode muito bem ser aceite pelo seu valor nominal. Em segundo lugar, estas perseguições coincidiram com um elevado sentimento de desânimo entre os Imami Shi'is que (ao contrário de muitos zaiditas) tinham desesperado de ganhar ascendência por meios radicais. Para eles, o desaparecimento do Imam trazia atrativos políticos e doutrinários óbvios. (Kolberg-533)

### O período buída (334/945-447/1055)
Em 334/945, a dinastia buída venceu Baguedade e o Califado Abássida ficou sob o domínio de um senhor xiita.  Os buídas tinham simpatias pelos Doze; assim, por exemplo, sob os buídas, extensa construção foi realizada em Kazimayn nos santuários do Sétimo e Nono Imames. depois que chegaram ao poder, os buídas tenderam para o xiismo duodecimano, que com seu Imam oculto era mais atraente para eles politicamente.  No devido tempo, permitiu aos Imamis reconhecer e cooperar com o regime pró-xiita buída, sem sacrificar a sua lealdade ao seu Imam. Essa cooperação poderia, por sua vez, aproximá-los do centro do poder. Ao proclamarem a sua lealdade aos buídas, podiam dar-se ao luxo de ser mais francos na exigência dos seus direitos; os violentos confrontos entre os imames xiitas e os seus adversários durante esse período apenas provam o quão autoconfiantes eles se tornaram. Ao reforçarem o seu domínio sobre posições financeiras e administrativas sensíveis, poderiam ter esperado colher vantagens da forma de governo existente e, em última análise, minar o sunismo a partir de dentro. Finalmente, com a remoção de uma autoridade única e autocrática, abriu-se o caminho para um fluxo muito mais livre de ideias e pensamentos, do qual o florescimento da literatura e da doutrina xiita é um testemunho eloquente. Por estas e possivelmente outras razões, o Imam vivo e presente teve de dar lugar a um ser oculto, em quem todas as esperanças e anseios messiânicos de uma minoria sofredora poderiam concentrar-se. A base doutrinária para este evento importante foi bem estabelecida nas gerações anteriores; portanto, a transição de Imamiyya para Ithna-'ashariyya provou ser um processo relativamente suave e natural. (Kolberg-533-534) Para os xiitas de meados do século IV/X deve ter parecido que tudo estava indo bem. Quase todo o mundo muçulmano estava sob o controle dos xiitas de uma seita ou de outra. 

### O Período Seljúcida (séculos V/11-6/12)
no início do século V/X, o império buída foi gradualmente tomado por ondas de tribos turcas emanadas da Ásia Central. Essas tribos turcas adotaram o sunismo em sua forma mais severa sob a Escola Hanafi. A primeira destas dinastias turcas foram os Ghaznavids que assumiram a maior parte do Irão, atingindo a sua maior extensão por volta de 421/1030. Eles foram seguidos pelos seljúcidas, que conquistaram os ghaznávidas no Irã e avançaram para o Iraque, derrubando finalmente o controle buída de Baguedade em 447/1055.  Os seljúcidas permaneceriam no poder no Iraque e em grande parte do Irão até aos últimos anos do século VI/XII, desaparecendo de cena apenas alguns anos antes do advento dos mongóis.  A vinda dos seljúcidas foi inicialmente um grande golpe para os xiitas. o grande jurista xiita Shaykh Tusi teve sua casa em Baguedade atacada e sua biblioteca queimada e foi forçado a fugir para Najaf. O xiismo foi amaldiçoado publicamente do púlpito nas mesquitas do Khurasan, e o Santuário de Husayn em Karbala foi danificado em 489/1095. O poderoso ministro dos sultões seljúcidas, Nizamu'al-Mulk, foi o principal oponente dos xiitas, mas depois do seu assassinato em 485/1092 a pressão sobre os xiitas começou a diminuir. Sua morte marca o início do declínio dos seljúcidas e, a partir desse momento, facções rivais dentro da dinastia lutaram entre si. Durante este período, vários xiitas alcançaram posições de destaque.  Este período marca um importante divisor de águas na história xiita. Os ulama xiitas deste período direcionaram a maior parte de suas energias para obras polêmicas que defendiam suas crenças contra os ataques sunitas. No entanto, ao fazê-lo, conseguiram definir mais claramente muitas das questões teológicas e preparar o terreno para os desenvolvimentos do período mongol. 

### O Período Ilkhanid (séculos 7/13-8/14)
As invasões mongóis do mundo islâmico que começaram em 617/1220 foram um grande golpe para a civilização do Islão, na medida em que as grandes cidades do mundo islâmico oriental foram devastadas a tal ponto que nunca recuperaram totalmente. Estas invasões foram também um golpe para a ortodoxia sunita, na medida em que a queda de Baguedade e o subsequente assassinato do 'califa abássida, Musta'sim, em 656/1258 removeram um dos pilares sobre os quais a teoria constitucional do sunismo tinha sido construída.  As invasões mongóis não foram, entretanto, um golpe tão grande para o xiismo. O governo dos mongóis não-muçulmanos, que naquela época eram xamanistas e budistas e que tratavam igualmente os xiitas e os sunitas, representou uma melhoria considerável em relação à sua posição anterior como minoria oprimida sob os seljúcidas. Enquanto Baguedade, o centro da ortodoxia sunita, foi devastada, Hilla, o principal centro do xiismo, submeteu-se aos mongóis e foi poupada.  O assassinato do 'califa abássida lançou a teologia sunita e a teoria constitucional (que ao longo dos anos construíram a posição teórica do califa, mesmo quando seus poderes de facto estavam enfraquecendo) em alguma desordem, enquanto os ocultistas O Imam dos Xiitas não foi afetado. Assim, o enfraquecimento do sunismo levou a um fortalecimento relativo do xiismo. A presença do estudioso xiita Khwaja Nasir al-Din al-Tusi entre os principais conselheiros do líder mongol, Hulagu Khan, também deve ter dado conforto aos xiitas em meio ao holocausto causado pelos mongóis.  O irmão e sucessor de Ghazan, Oljeitu (reinou de 1304 a 1316 DC), adotou o nome de Khudabanda quando se tornou muçulmano. Seu ministro, Sa'du'd-Din Sawi, era um aliado dos xiitas e apresentou o teólogo xiita, Taju'd-Din Muhammad ibn 'Ali Awi, à corte. Os esforços deste último e de 'Allama al-Hilli resultaram na conversão de Khudabanda ao xiismo em 709/1309, o xiismo tornou-se a religião oficial do estado. 

### O Período Timúrida (séculos VIII/XIV-IX/XV)
Timur, conhecido pelos europeus como Tamerlão, liderou a segunda vaga de mongóis que devastou o Irão. Tendo conquistado a Transoxiana, Timur avançou para o Irão em 782/1380. Em 795/1393 a conquista do Irão e do Iraque estava completa e Timur voltou as suas atenções para a Rússia e a Índia. Por volta de 803-4/1400-01, Timur avançou para a Síria e a Turquia. O próprio Timur era sunita, mas não era antipático aos xiitas.  seu filho Shah-Rukh chegou ao poder e reinou até 850/1446. Ele também simpatizava com o xiismo, e sua esposa, Gawhar-Shad, construiu uma magnífica mesquita em Mashhad, adjacente ao Santuário do Imam Rida. O último dos governantes timúridas, o sultão Husayn ibn Bayqara (reinou de 875/1470 a 911/1506), manteve uma corte culturalmente brilhante em Herat. Por um tempo, no início de seu reinado, ele esteve disposto a fazer do xiismo a religião do estado, mas foi dissuadido disso. 

### O Período Safávida (séculos 10/16-12/18) até o início dos tempos modernos
Uma quarta fase pode ser identificada no desenvolvimento histórico do xiismo duodecimano, desde o estabelecimento da dinastia xiita dos safávidas na Pérsia em 907/1501 até cerca de 1215/1800.  Foi somente após o estabelecimento do estado Safávida que a dinastia reivindicou uma genealogia Alid, traçando a ascendência do Shaykh Safi até o sétimo imã Twelver, Musa al-Kazim.  Shah Ismail, o primeiro rei safávida, apresentou-se aos seus seguidores como o representante do imã oculto. O Xá Ismail colocou toda a Pérsia sob o seu controlo durante a década seguinte e a sua dinastia, sob a qual a Pérsia se tornou um estado “nacional” pela primeira vez desde as conquistas árabes, governou efectivamente até 1135/1722. Ele declarou o Xiismo Twelver a religião oficial do seu recém-fundado estado Safávida, inaugurando uma nova era para o Islão Xiita e as atividades dos estudiosos Xiitas.  Shah Ismail (r. 907–930/1501–1524) e seus sucessores imediatos alegaram representar o Mádi oculto, além de fabricar uma genealogia álida para sua dinastia.  O período Safávida testemunhou um renascimento das ciências islâmicas e dos estudos xiitas.  Os afegãos sunitas invadiram a Pérsia em 1135/1722, encerrando efetivamente o domínio safávida, embora os safávidas menores tenham mantido certas regiões por mais algum tempo. Nas circunstâncias caóticas que se seguiram a esses eventos, Nadir Shah finalmente conseguiu estabelecer sua própria dinastia Afsharid com capital em Mashhad. Sob Nadir Shah (r. 1148–1160/1736–1747), o Xiismo Twelver recebeu um revés mais sério, uma vez que aderiu ao Islã sunita e, na melhor das hipóteses, estava disposto a reconhecer o Xiismo Twelver, ou sua escola de jurisprudência Jafari, apenas como um madhhab igual às quatro escolas sunitas de jurisprudência. Depois de Nadir Shah, a Pérsia foi governada principalmente pela curta dinastia Zand (1164-1209/1751-1794) fundada por Karim Khan Zand, que mais uma vez concedeu alta estima ao xiismo Twelver em seu reino. Os Zands foram, por sua vez, desenraizados pelos Qajars, pertencentes a uma tribo turcomana que estava destinada a governar a Pérsia até 1344/1925. O governo Qajar foi firmemente estabelecido por Agha Muhammad Khan (r. 1193–1212/1779–1797), que aderiu ao Xiismo Twelver. 

### O Movimento Babi e a Religião Bahá'í
A aproximação do ano muçulmano de 1260 (1844) foi acompanhada por um aumento geral na expectativa do retorno do Imame Oculto. Isto porque aquele ano marcou o milésimo aniversário do desaparecimento do Décimo Segundo Imame e o início do período de Ocultação. Havia várias indicações no Alcorão e nas Tradições de que a dispensação de Maomé duraria mil anos6 e, portanto, o ano de 1260 foi muito aguardado em todo o mundo xiita. 
Sayyid 'Ali Muhammad Shirazi (1819-50), que assumiu o título de Báb (o Portão). A princípio, o Báb apenas parecia reivindicar ser o Portão para o Imame Oculto e seus seguidores seguiam a Sharia islâmica. Mas em 1848 ele apresentou a alegação de ser o próprio Décimo Segundo Imame retornado, que veio para revogar a dispensação islâmica e inaugurar um novo ciclo profético. O Báb foi morto por um pelotão de fuzilamento em Tabriz em 1850. Ele nomeou como seu sucessor Mirza Yahya, Subh-i Azal, e profetizou o advento de outra figura messiânica a quem chamou de “Aquele a quem Deus tornará manifesto”.  Privadamente em 1863 e publicamente em 1866, Mirza Husayn Ali (1817-1892), que assumiu o título de Bahá'u'lláh (Glória de Deus), afirmou ser esta figura messiânica predita pelo Báb. A maioria dos Babis tornou-se bahá'í. Bahá'u'lláh expandiu consideravelmente o âmbito do seu apelo para além dos limites do Irão xiita, afirmando ser o cumprimento das expectativas messiânicas de outras religiões, como o Judaísmo, o Cristianismo e o Zoroastrismo.  Bahá'u'lláh foi sucedido por seu filho 'Abbas Effendi (1844-1921), que assumiu o título de 'Abdu'1-Bahá (Servo da Glória). Foi-lhe dada a posição de intérprete autorizado dos ensinamentos de Bahá'u'lláh. Ele nomeou seu neto, Shoghi Effendi (falecido em 1957), como Guardião da Fé Bahá'í. Desde 1963, a religião é administrada por um órgão eleito, a Casa Universal de Justiça.  a Fé Bahá'í é agora uma religião independente, separada do Islão. Tem os seus próprios livros sagrados, os seus próprios ensinamentos e leis e considera os seus profetas, o Báb e Bahá'u'lláh, como profetas independentes de Deus, iguais em posição a Maomé e portadores de uma nova revelação de Deus que revoga a dispensação islâmica. Seria, portanto, inapropriado considerá-lo mais profundamente num livro sobre o Xiismo Twelver. 

### Enciclopédias
- Madelung, W. (2022). «Al-Mahdī». In:  Bearman, P. Encyclopaedia of Islam Second ed. Brill Reference Online
- Gleave, Robert (2004). «gaiba(T)». In:  Martin, Richard C. Encyclopedia of Islam and the Muslim World. 2. Macmillan Reference. pp. 273, 274. ISBN 0-02-865604-0
- Amir-Moezzi, Mohammad Ali (1998). «ESCHATOLOGY iii. Imami Shiʿism». Encyclopaedia Iranica. VIII/6. pp. 575–581
- Amir-Moezzi, Mohammad Ali (2007). «ISLAM IN IRAN vii. THE CONCEPT OF MAHDI IN TWELVER SHIʿISM». Encyclopaedia Iranica. XIV/2. pp. 136–143
- Hulmes, Edward D.A. (2013). «HASAN AL-'ASKARI, ABU MUHAMMAD HASAN IBN 'ALI (c. AD 845-74)». In:  Netton, Ian Richard. Encyclopedia of Islamic Civilization and Religion. Routledge. p. 217. ISBN 9781135179670
- Eliash, J. (2022). «Ḥasan Al-ʿAskarī». In:  Bearman, P. Encyclopaedia of Islam Second ed. Brill Reference Online
- Halm, H. (1987). «ʿASKARĪ». Encyclopaedia Iranica. II/7. p. 769
- Glassé, Cyril, ed. (2008). «Hidden Imām». The New Encyclopedia of Islam. Alta Mira. pp. 178, 179. ISBN 9781905299683
- Klemm, Verena (2007). «ISLAM IN IRAN ix. THE DEPUTIES OF MAHDI». Encyclopaedia Iranica. XIV/2. pp. 143–6
- Arjomand, Said Amir (2000). «ḠAYBA». Encyclopaedia Iranica. X/4. pp. 341–344

### Livros
- Sachedina, Abdulaziz Abdulhussein (1981). Islamic Messianism: The Idea of Mahdī in Twelver Shīʻism. [S.l.]: Suny press. ISBN 978-0873954426
- Daftary, Farhad (2013). A History of Shi'i Islam. [S.l.]: I.B. Tauris. ISBN 9780755608669
- Hussain, Jassim M. (1986). Occultation of the Twelfth Imam: A Historical Background. [S.l.]: Routledge Kegan & Paul. ISBN 9780710301581
- Sobhani, Ja'far (2001). Doctrines of Shi'i Islam (PDF). Traduzido por Shah-Kazemi, Reza. [S.l.]: I.B.Tauris. ISBN ((01860647804)) Verifique |isbn= (ajuda)
- Momen, Moojan (1985). An Introduction to Shi'i Islam. [S.l.]: Yale University Press. ISBN 9780300034998
- Tabatabai, Sayyid Mohammad Hosayn (1975). Shi'ite Islam. Translated by Sayyid Hossein Nasr. [S.l.]: State University of New York Press. ISBN 0-87395-390-8
- Corbin, Henry (2014). History Of Islamic Philosophy. Traduzido por Sherrard, Liadain. [S.l.]: Routledge. ISBN 9781135198893
- Pierce, Matthew (2016). Twelve Infallible Men: The Imams and the Making of Shi'ism. [S.l.]: Harvard University Press. ISBN 9780674737075
- Goldziher, Ignaz (1981). Introduction to Islamic Theology and Law. [S.l.]: Princeton University Press. ISBN 9781400843510
- Donaldson, Dwight M. (1933). The Shi'ite Religion: A History of Islam in Persia and Iraḳ. [S.l.]: AMS Press
- Modarressi, Hossein (1993). Crisis and Consolidation in the Formative Period of Shi'ite Islam: Abū Ja'far Ibn Qiba Al-Rāzī and His Contribution to Imāmite Shī'ite Thought (PDF). [S.l.]: Darwin Press. ISBN 9780878500956
- Holt, P.M.; Lambton, Ann K.S.; Lewis, Bernard, eds. (1970). The Cambridge history of Islam. 1. [S.l.]: Cambridge University Press
- Amir-Moezzi, Mohammad Ali (2016). Divine Guide in Early Shi'ism: The Sources of Esotericism in Islam. [S.l.]: SUNY Press. ISBN 9780791494790
- Mavani, Hamid (2013). Religious Authority and Political Thought in Twelver Shi'ism: From Ali to Post-Khomeini. [S.l.]: Routledge. ISBN 978-0-415-62440-4
- Richter, Joanne (2005). Iran: The Culture. [S.l.]: Crabtree Publishing Company. ISBN 9780778793175

### Artigos
- Kohlberg, Etan (2009). «From Imamiyya to Ithna-ashariyya». Bulletin of the School of Oriental and African Studies. 39 (3): 521–534. doi:10.1017/S0041977X00050989